# Basilica minore di San Sebastiano

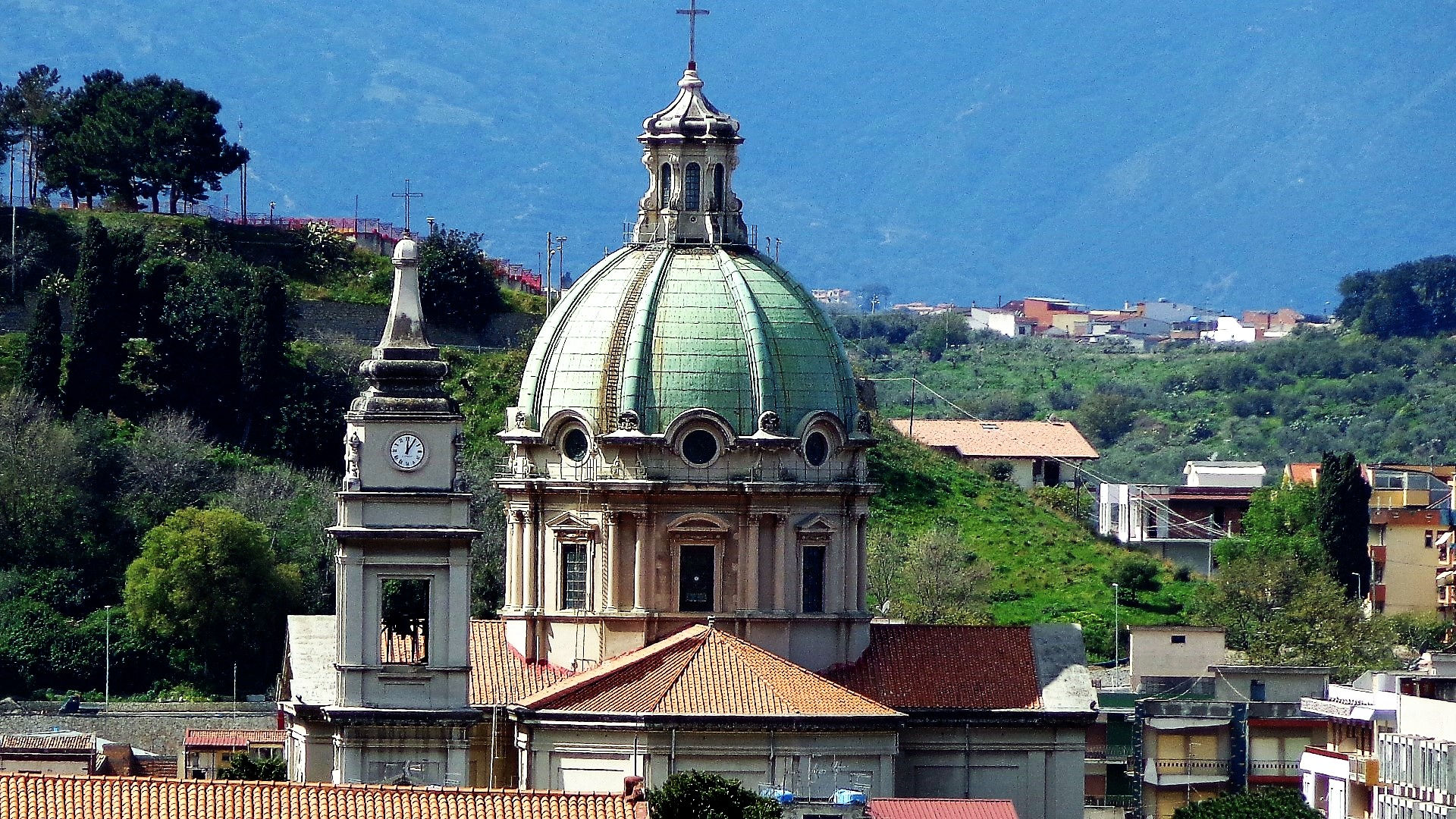
La basilica vista dal Carmine.

La basilica minore di San Sebastiano, chiamata anche "duomo di Barcellona Pozzo di Gotto" o "duomo di San Sebastiano", sorge in piazza Duomo e il prospetto principale si affaccia su via Roma. È la più grande delle chiese di Barcellona Pozzo di Gotto, in provincia seconda solo alla cattedrale protometropolitana di Santa Maria Assunta di Messina. Appartenente all'arcidiocesi di Messina-Lipari-Santa Lucia del Mela, vicariato di Barcellona Pozzo di Gotto sotto il patrocinio di San Sebastiano, sede dell'arcipretura di Barcellona Pozzo di Gotto, parrocchia di San Sebastiano.
L'ingegnere Barbaro, nipote del Monsignore Barbaro, dirige i lavori eseguiti dalla ditta Fratelli Cardillo, collabora alla costruzione del sacrario di Cristo Re, opera contemporanea al duomo di San Sebastiano.

## Culto

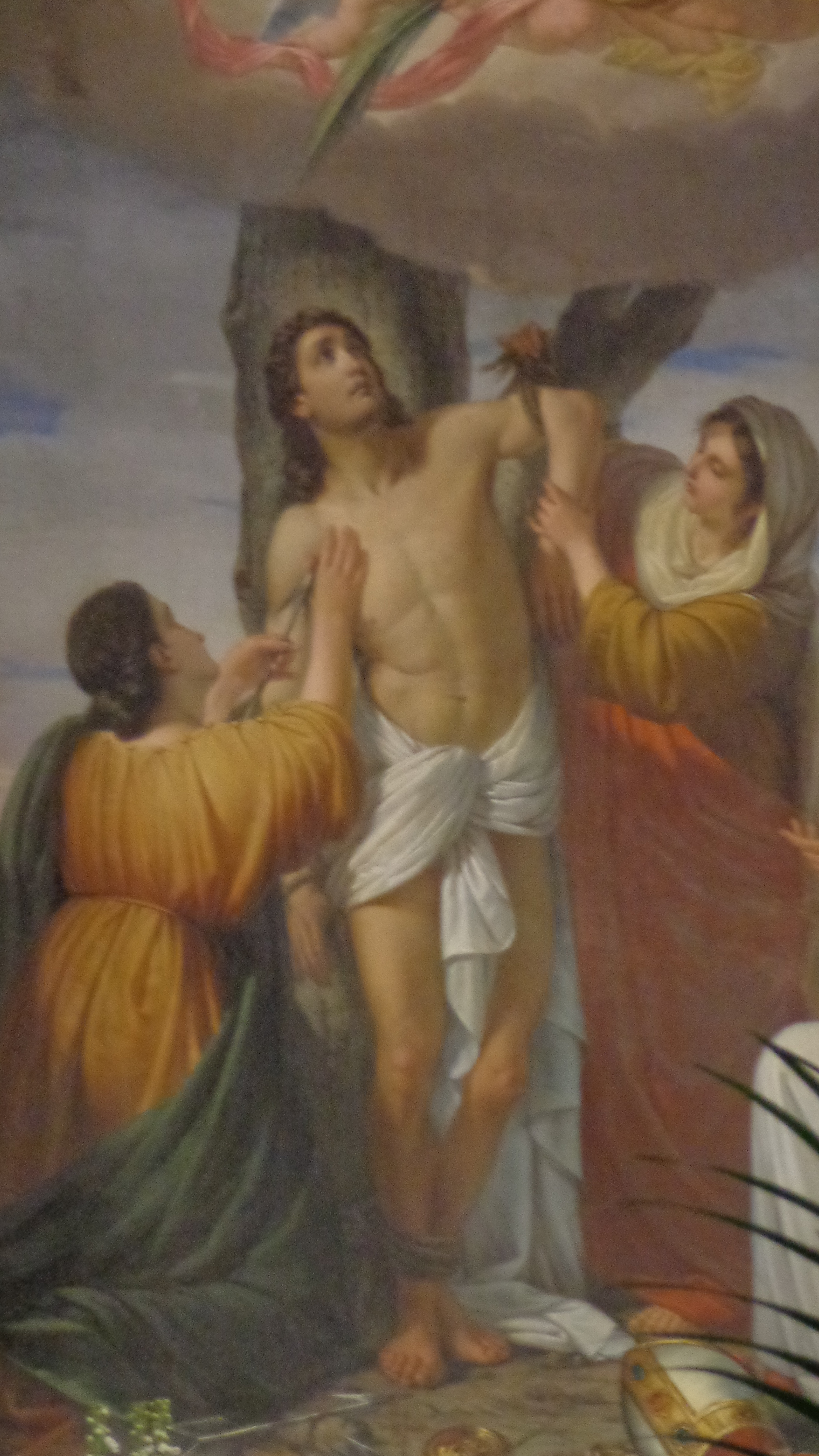
Pala d'altare
particolare.

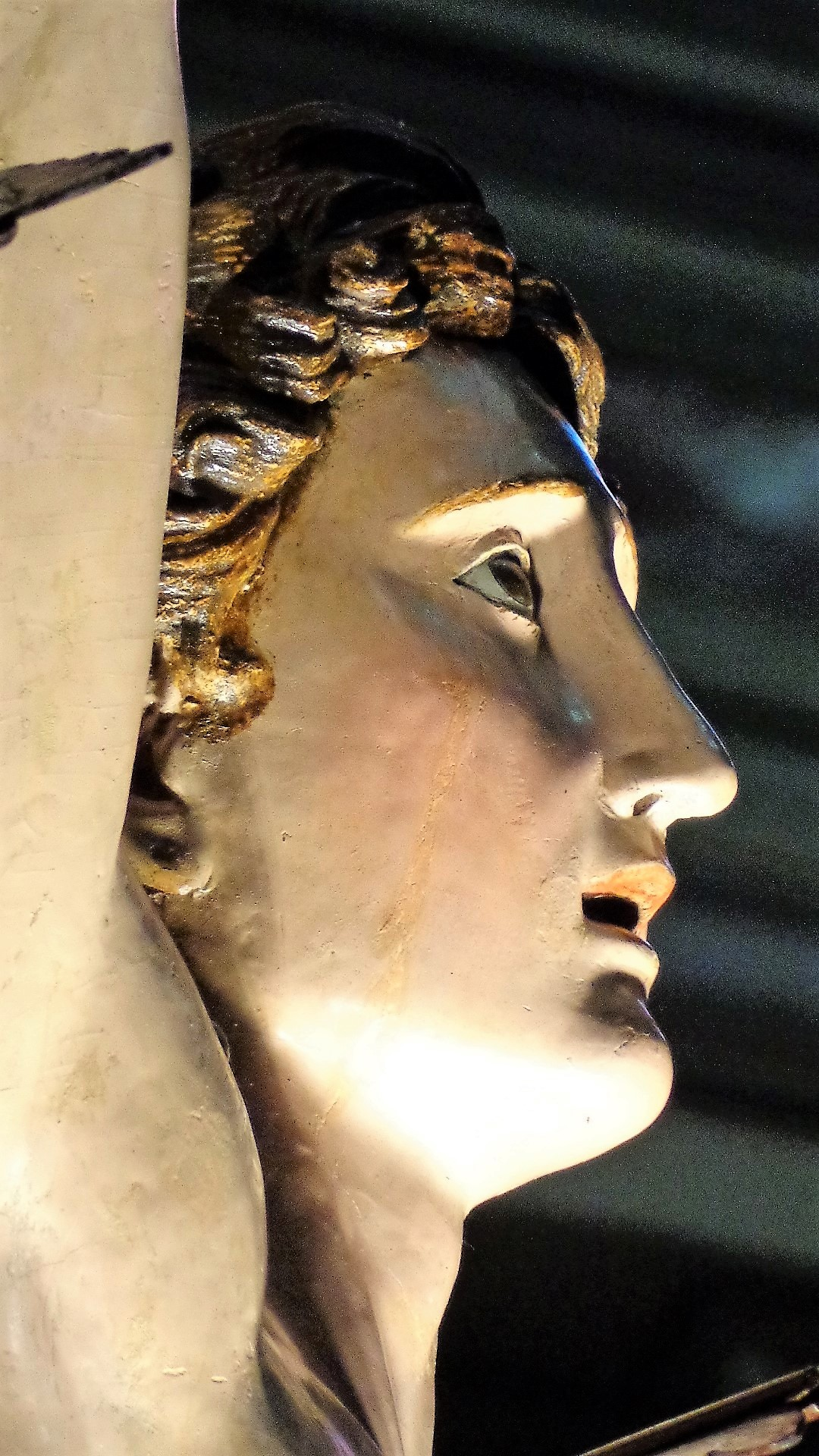
Dettaglio della statua di San Sebastiano Bimartire.

Il nome Sebastiano deriva dal greco “Σεβαστός” col significato di "colui degno d'onore, venerabile, imperiale". Il culto di San Sebastiano in molti centri siciliani risale al 1300, quando il martire di Narbona di origini milanesi, ritenuto insieme a san Rocco, a sant'Antonio Abate e san Cristoforo protettore contro le epidemie di peste, favorisce la costruzione di numerose chiese. Il culto attecchisce a Barsalona, casale a ponente del torrente Longano e frazione di Castroreale, attorno al 1500 soppiantando l'allora patrono san Nicola di Bari, il cui culto fu introdotto dalle primitive istituzioni dell'Ordine basiliano.
Per le sue doti di fedeltà, lealtà e per la sua intelligenza è molto stimato dagli imperatori Massimiano e Diocleziano che per nulla sospettano della sua fede cristiana. Grazie alla sua posizione e agli incarichi affidati compie numerose azioni a favore dei cristiani, l'aiuto prestato ai segregati in carcere, ai condannati al supplizio, è scoperto e incriminato mentre assicura ai martiri e perseguitati una cristiana sepoltura. Tattiche militari in uso presso Egiziani, Persiani, Greci e Romani ricorrono alle frecce per uccidere, inquinare, avvelenare, assediare, contagiare gli obiettivi di conquista. San Sebastiano grazie alle cure di santa Irene sopravvive al primo martirio eseguito mediante le frecce sul colle Palatino, come sostenitore e difensore degli afflitti e dei sofferenti, per trasposizione, assurge a figura di protettore contro tutte le epidemie di chi è infettato, allegoricamente le frecce rappresentano le epidemie che colpiscono.
Il culto a Melilli, Palazzolo Acreide, Cassaro, Ferla, Francofonte, in tutto il comprensorio siracusano, ad Acireale, Mistretta, Palermo, e in molti altri centri dell'isola, si consolida e propaga capillarmente col ritrovamento del simulacro di San Sebastiano di Melilli avvenuto nel 1414.
Il flagello della peste nera imperversa nell'isola nel 1270, (1347 – 1348), 1449, (1521 – 1527), 1555, (1575 – 1578), (1624 – 1626), (1629 – 1631), 1743. L'ondata d'infezione iniziata nel 1575 al nord Italia, è meglio conosciuta come peste di San Carlo Borromeo, che insieme alla peste del 1630 è citata nei Promessi sposi. Epidemie sempre dovute a guerre, commerci, spostamenti e movimenti migratori, carestie, causano grandi stragi specie nella provincia peloritana e in particolar modo nella città di Messina con gli spaventosi contagi del 1555, 1575 e del 1743, inframezzati dalla peste di Palermo scoppiata il 7 giugno 1624, dovuta allo sbarco alla Cala di una nave carica d'infetti a bordo proveniente da Tunisi via Trapani. Il 15 luglio 1624 si registra il ritrovamento del corpo di santa Rosalia coincidente con l'affievolimento dei focolai entro le mura cittadine del capoluogo, circostanza che determinerà l'elezione corale della Vergine a protettrice della capitale del Regno. Il sentimento religioso popolare aveva fino ad allora invocato e impetrato l'intercessione delle Vergini compatrone dei quattro mandamenti storici cittadini: santa Cristina, santa Oliva, santa Ninfa e sant'Agata, e san Rocco fervidamente invocato durante l'epidemia del 1575. E già prima san Cristoforo, sant'Antonio Abate e san Sebastiano, quest'ultimo martire, sotto la cui celeste protezione, avevano posto e riponevano totale affidamento decine di centri sparsi sull'isola.
Le pessime condizioni igieniche, la scarsa profilassi, le inesistenti cure, costituivano facile mezzo per la veicolazione e propagazione della forma infettiva, che si manifestava in tutta la sua virulenza specie nelle città di mare per la presenza di porti e relativi traffici marittimi con le zone più esposte al rischio.
Ristabilitosi dalla feroce punizione il milite Sebastiano affronta nuovamente l'imperatore. Diocleziano commina un secondo martirio impartito per flagellazione sui gradini del Tempio di Eliogabalo. A morte sopraggiunta, il corpo del martire è oltraggiato e buttato nella Cloaca Massima. La sua figura appare in sogno alla matrona Lucina che sollecita ai collaboratori più intimi il temerario recupero delle spoglie. La pietosa opera di ricomposizione e il seppellimento del corpo avviene presso le Catacombe di San Sebastiano in Roma.

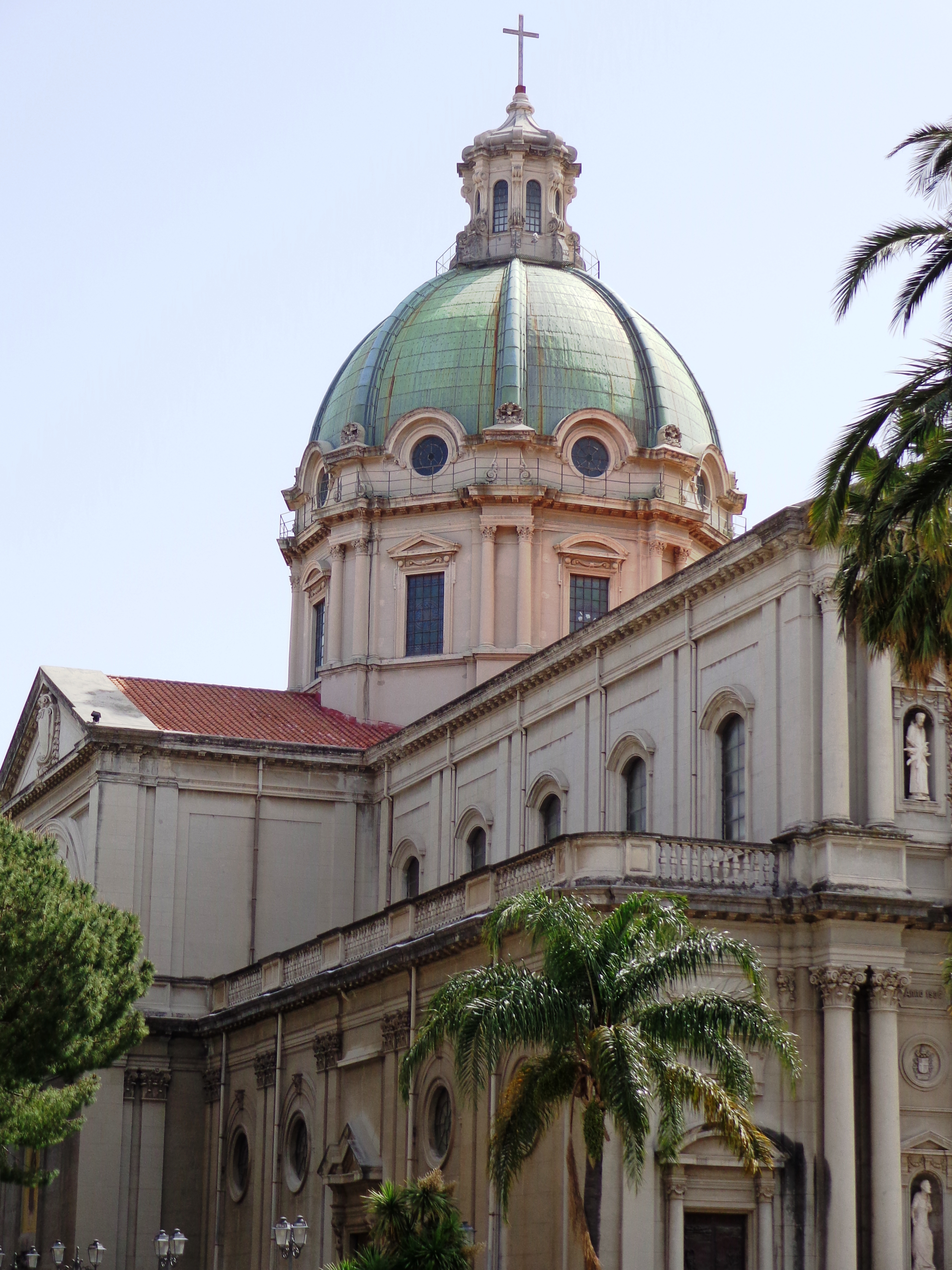
Basilica, lato nord.

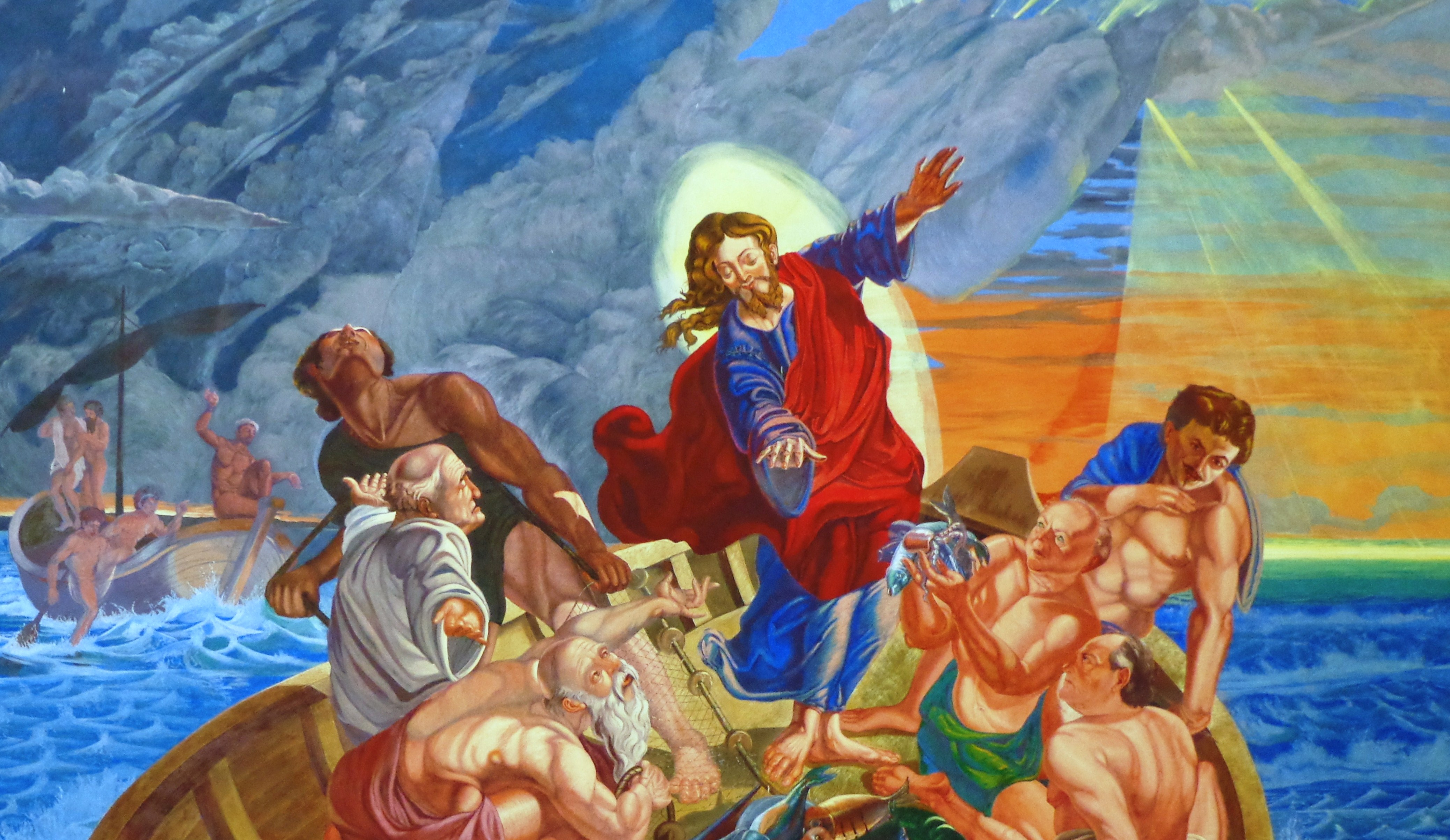
Basilica, affresco transetto nord.

## Storia

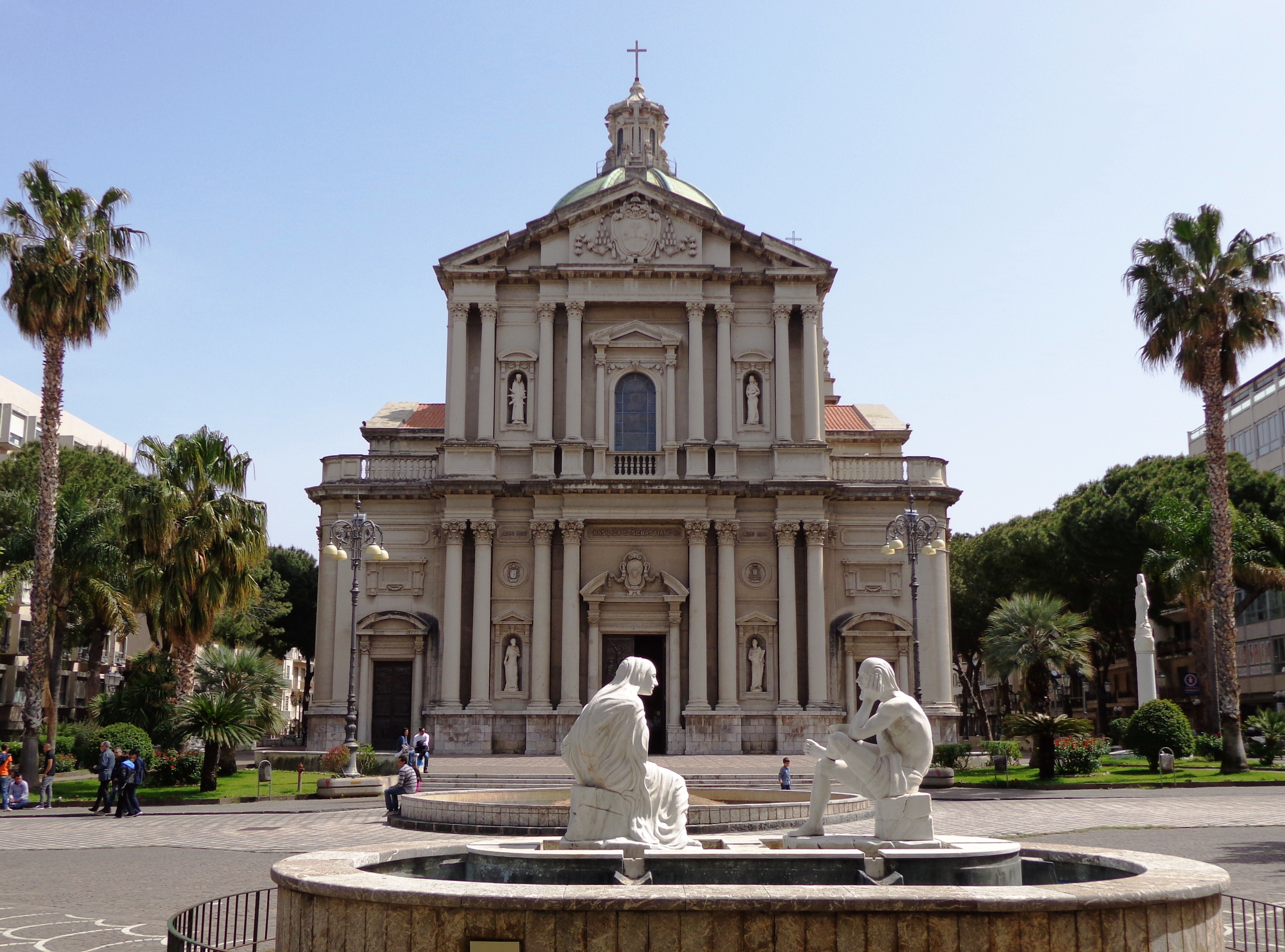
Facciata.

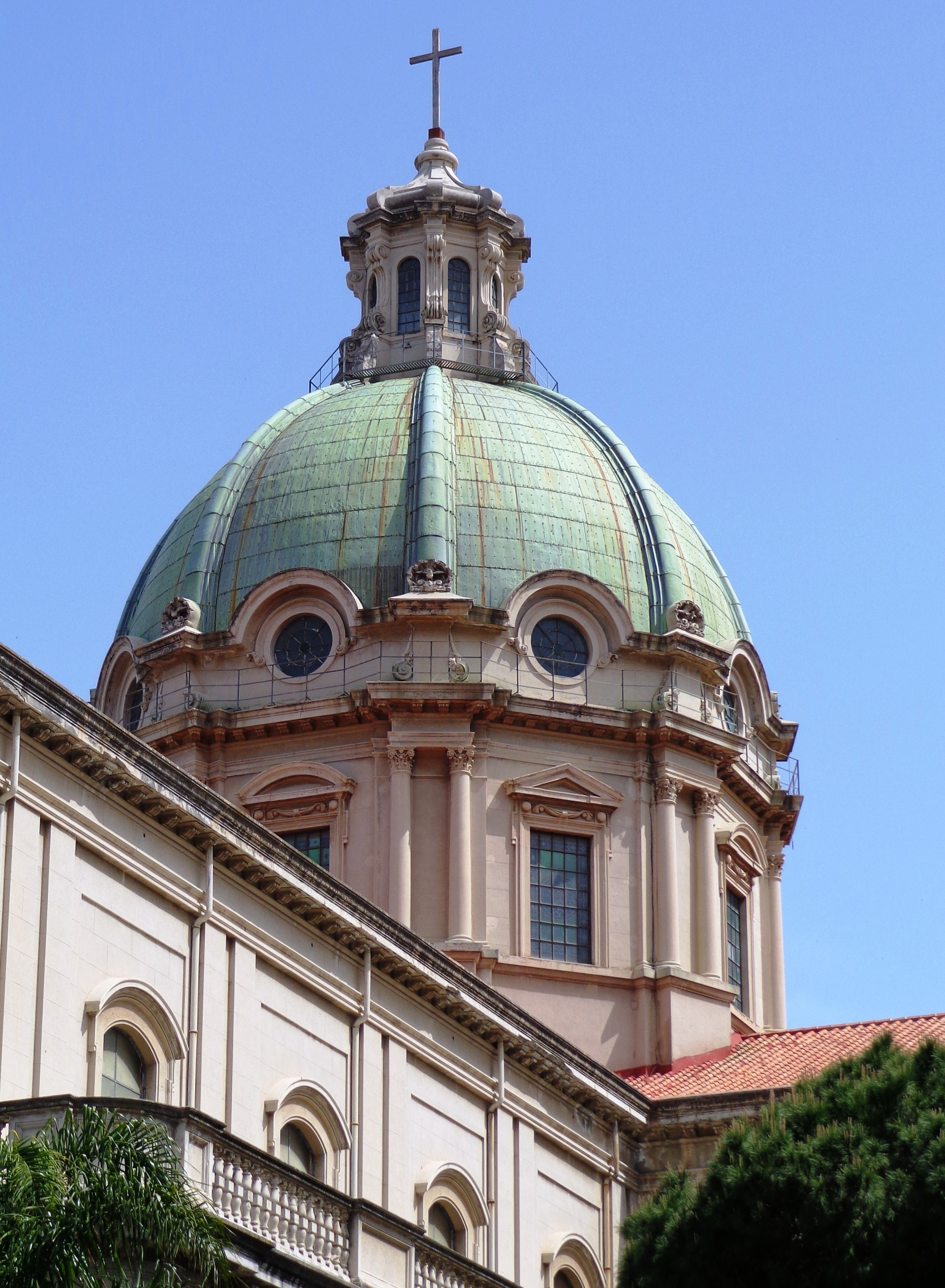
Lato sud.

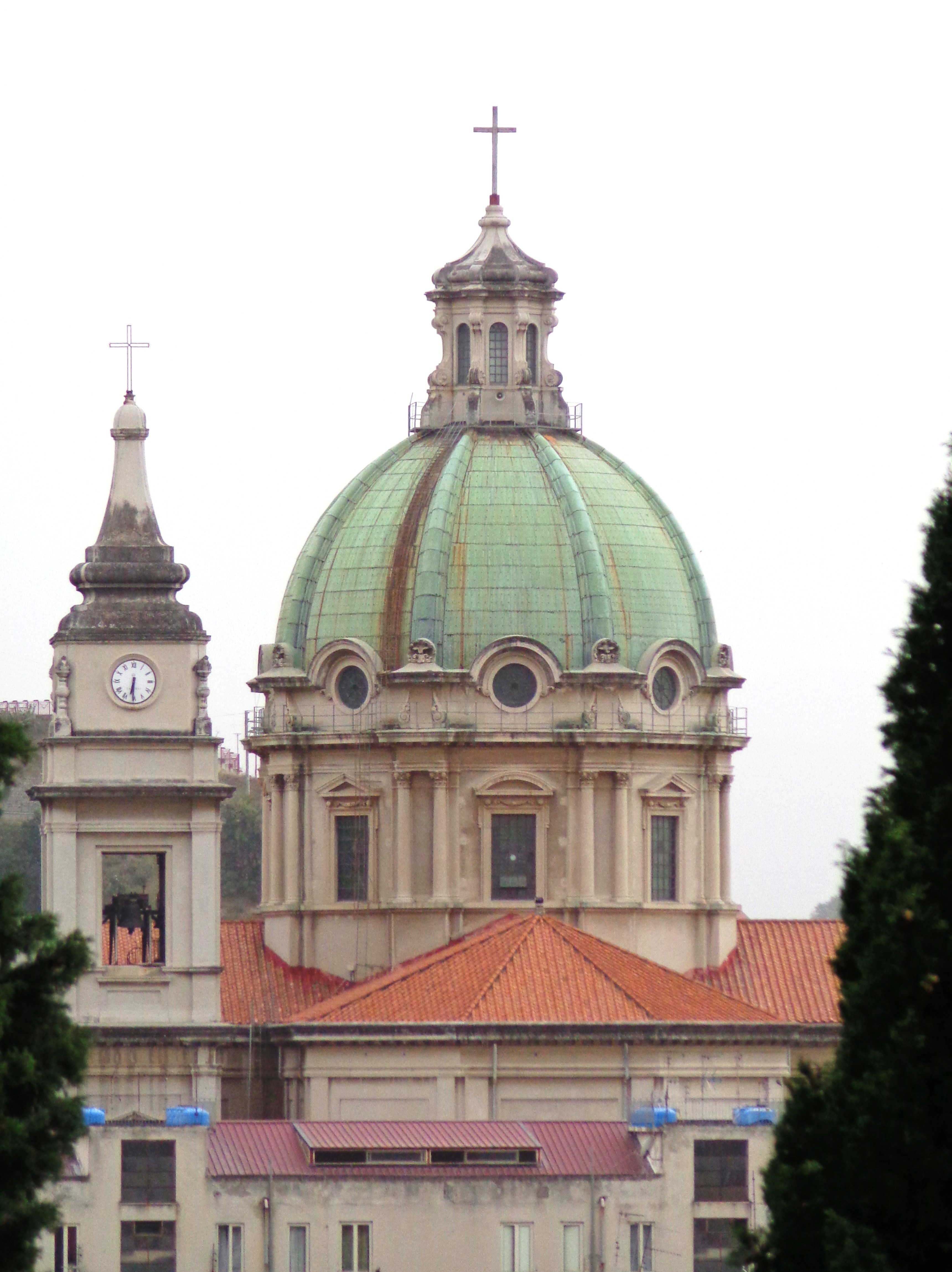
Cupola vista da Pozzo di Gotto.

### Epoca aragonese-spagnola
Tempio primitivo.
- XIV secolo (?), È documentata l'esistenza della primitiva chiesa di San Sebastiano.[2]
- 1592, Il luogo di culto è documentato.

Duomo antico.
- 1595 - 1606, fondazione del primitivo duomo di San Sebastiano.
- 1650 circa (?), gli architetti Andrea Suppa e Nicola Francesco Maffei[3], quest'ultimo appartenente alla corrente d'artisti lombardo - carrarese operante in provincia, riprogettano il duomo antico di San Sebastiano. Attribuzione parzialmente condivisa dai critici in mancanza di documentazione certa.[4]

L'arciprete di Castroreale Giovanni Cutrupia in una cronaca del 1731 - nella ricognizione effettuata nel comprensorio su richiesta di monsignor Tommaso Vidal y de Nin, arcivescovo di Messina - descrive in dodici il numero degli altari presenti nell'edificio sacro. Il prelato tralascia di indicare la disposizione e l'attribuzione delle opere custodite: quadri, statue e manufatti trasferiti due secoli più tardi nell'attuale duomo. In mancanza di testimonianze fotografiche e di planimetrie è possibile solo ricostruire idealmente la collocazione delle opere all'interno del duomo antico di San Sebastiano. Dei vecchi dodici altari enumerati il sunto:
«... il maggiore è ubicato in un cappellone sotto la cupola, disposto secondo lo schema romano innanzi al coro, in esso è collocato il quadro della Beatissima Vergine Maria riconducibile alla Madonna delle Grazie. Altri due altari posti nel transetto sotto due cupole minori: in uno è esposto il Santissimo Sacramento, nell'altro il Glorioso San Sebastiano ...».
Nella cronaca l'arciprete non menziona San Nicola, inoltre indica nel lato o navata sinistra, il passaggio di comunicazione interno tra il duomo antico di San Sebastiano e la chiesa degli Agonizzanti, circostanza rafforzata dal fatto che su una parete delle navate laterali sono presenti quattro altari anziché i cinque presumibilmente posti sul lato destro che si affaccia su via Garibaldi. La chiesa degli Agonizzanti con prospetto a settentrione, è posta quindi dietro la mole del campanile, elemento architettonico che unitamente alla facciata, è notoriamente rivolto a occidente. È ipotizzabile l'esistenza di un ingresso laterale su via Garibaldi ma, è altrettanto vero supporre per simmetria, la presenza di un varco comunicante con la sacrestia o vani accessori.
«... quattro cappelle e relativi altari sono disposti su un lato della navata e cinque sull'altro. L'altare dedicato al Glorioso Patriarca San Giuseppe, l'altare della Beatissima Vergine dell'Itria, l'altare della Beatissima Vergine degli Agonizzanti, l'altare delle Anime del Santo Purgatorio, l'altare del Santissimo Crocefisso. Sul lato opposto l'altare di San Francesco, l'altare con la statua della Beatissima Vergine del Riposo, l'altare della Beatissima Vergine del Rosario, l'altare di San Cristoforo. Nell'attigua Chiesa degli Agonizzanti comunicante sulla sinistra sono presenti altri quattro altari: nel primo è esposto il quadro di Gesù e Maria, segue l'altare del Santissimo Crocefisso con la Beatissima Vergine della Pietà e San Giovanni Apostolo costituito da statue di stucco, l'altare di San Giovanni Battista e l'altare della Santa Croce ...».
Alcune opere sostituite con versioni contemporanee, con tutta probabilità, sono andate irrimediabilmente perdute nel corso degli eventi sismici dei secoli scorsi.
In seguito al terremoto della Calabria meridionale del 1783, il vescovo vicario Guglielmo Stagno, il 24 maggio 1795 giorno di Pentecoste, sotto il patrocinio di san Sebastiano e dei protomartiri santa Restituta, santa Reparata e san Benigno, riconsegna il duomo ristrutturato alla cittadinanza..

### Epoca risorgimentale
- 1850 circa, allargamento e accorpamento con la chiesa degli Agonizzanti. La comunicazione tra i due edifici è documentata dall'arciprete di Castroreale Giovanni Cutrupia nel 1731.

In seguito all'unione amministrativa dei casali di Barcellona e Pozzo di Gotto del 1836, al conseguente raddoppio della popolazione, si rese necessaria la costruzione di un nuovo tempio capace di accogliere un maggior numero di fedeli, che rappresentasse degnamente la comunità cristiana e che fosse punto di riferimento storico, artistico e religioso del nuovo centro costituito.
L'accelerazione alla realizzazione del progetto fu data dal disastroso terremoto di Messina del 1908 che danneggiò gravemente l'antico duomo di San Sebastiano. Reso inagibile per alcuni anni, compromesso nella stabilità, in un primo tempo demolite le parti che presentavano maggiore pericolo e puntellato il tetto, per le necessità impellenti del culto fu riaperto.
Non sono trascurate le motivazioni dei nascenti sviluppi urbanistici: il vecchio duomo avrebbe impedito l'esecuzione dell'asse viario costituito dall'odierna via Roma, naturale sbocco d'accesso alla Stazione Ferroviaria, anch'essa oggi trasferita lungo il nuovo percorso della linea a doppio binario. Il tempio primitivo completato nel 1606, l'attigua chiesa degli Agonizzanti, il teatro Placido Mandanici, distrutto a causa di un incendio il 31 maggio 1967, e il Monte di Pietà, costituivano l'antico nucleo di Barcellona fino ai primi decenni del 1900, allorché il luogo di culto fu definitivamente demolito con il perfezionamento del nuovo duomo.
Il duomo antico di San Sebastiano sorgeva nella piazza oggi intitolata a san Sebastiano. Cartoline storiche post demolizione testimoniano la denominazione del sito in piazza Teodoro Roosevelt, in onore del 1º presidente americano a ricevere il premio Nobel per la pace, per la riconoscenza dell'Italia verso gli USA da sempre legata agli intensi flussi migratori dalla Sicilia e dalla penisola intera. La costruzione presentava una caratteristica comune al duomo antico di Pozzo di Gotto, ovvero la chiesa di San Vito: accorpato all'edificio principale, un secondo luogo di culto addossato al primo col quale condivideva alcune parti comuni. Nello specifico, con prospetto orientato verso settentrione, si ergeva la chiesa degli Agonizzanti facente nucleo col duomo antico di San Sebastiano a Barcellona, mentre a Pozzo di Gotto si erge la chiesa delle Anime Purganti adiacente alla chiesa di San Vito.
Numerosi eventi sismici interessano il vecchio monumento fino alla demolizione determinata in parte dai danni causati dal sisma noto come terremoto di Messina del 1908. 

### Epoca contemporanea
Duomo moderno - attuale basilica minore.

L'approvazione del progetto è del 1º aprile 1931. La costruzione è avviata il 25 gennaio 1932, conclusa il 30 ottobre 1935, inaugurata il 25 marzo 1936 dall'arcivescovo di Messina Angelo Paino. La sistemazione della piazza antistante è conclusa con l'elevazione del duomo alla dignità di basilica minore da parte del cardinale Angelo Sodano il 18 settembre 1992.
- 1936, demolizione di entrambi i primitivi manufatti.

## Facciata

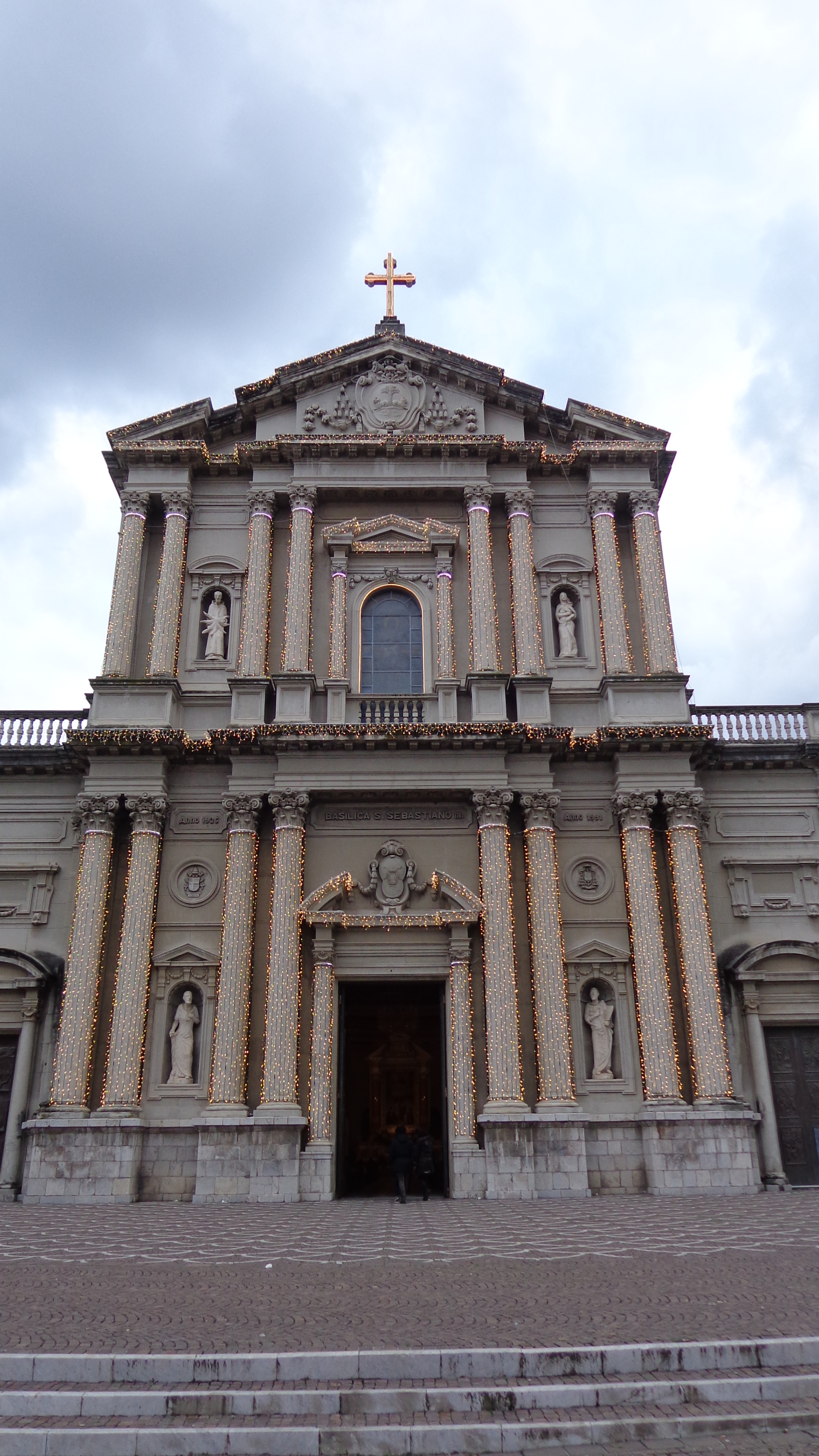
La facciata vista dal sagrato.

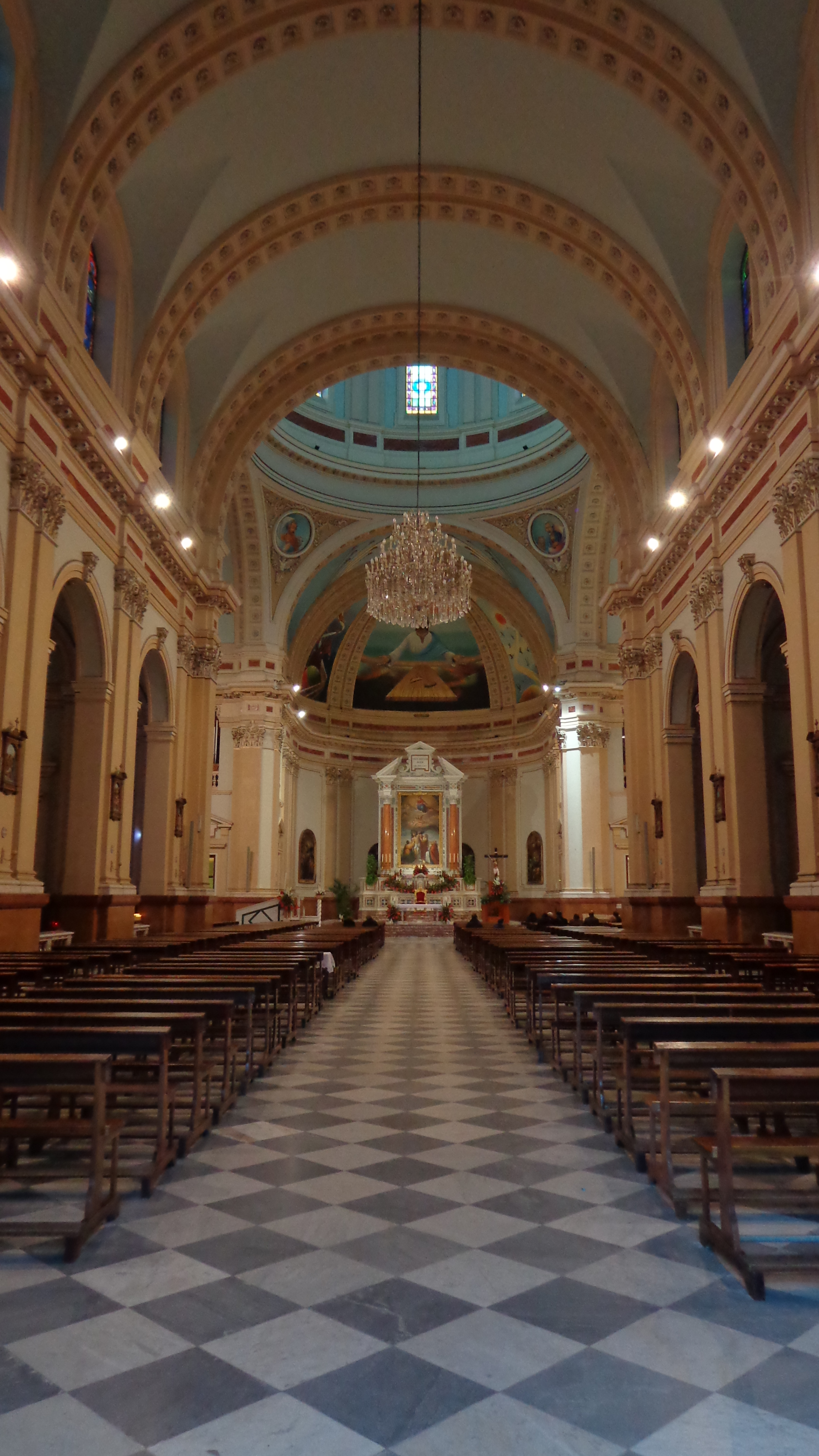
La navata centrale vista dall'ingresso.

Collocandosi proprio di fronte alla basilica si scopre un'impressionante analogia: la facciata richiama quella della basilica di Sant'Andrea della Valle ubicata in corso Vittorio Emanuele in Roma. In effetti, nella fase di presentazione del progetto, l'architetto espone chiaramente d'ispirarsi alla basilica romana, sia nel prospetto, sia nella pianta dell'edificio. Per la cupola, trae fonte d'ispirazione nella realizzazione del conterraneo messinese Filippo Juvara, autore della cupola della basilica di Superga.
Quello che per il neofita, il turista, il visitatore, l'ammiratore, è una pura constatazione, l'attenta lettura documentale e in conformità a semplici ragionamenti legati alla storia dell'architettura, si rivela la giusta miscela di spunti creativi. La cupola dai costoloni binati del tempio torinese, semplificata e alleggerita, costituisce il coronamento del Sacrario di Cristo Re totalmente derivato dall'impianto dello Juvarra, alla cui realizzazione il Barbato contestualmente collabora. Stessa cupola per il coevo duomo di Barcellona, la quale per forma, stile e dimensioni è molto somigliante alla cupola del duomo Nuovo di Brescia, quest'ultima priva dei finestroni tondi posti alla base della calotta sferica. Nel monumento barcellonese, le terrazze che ricoprono le navate laterali sono molto più ampie e ciò ha permesso la realizzazione di due ingressi anteriori minori.
La facciata ricalca in chiave moderna lo stile neo classico con due ordini sovrapposti di colonne binate sormontate da capitelli corinzi che incorniciano il finestrone, l'ingresso principale e le nicchie laterali. Il corpo delle otto colonne centrali è leggermente più avanzato rispetto ai gruppi laterali. Del gruppo centrale, le quattro colonne interne sono più avanzate creando la realizzazione di un timpano spezzato e a rilievo dal carattere movimentato e dinamico. All'interno del timpano del frontone, un fregio ornato da elementi cardinalizi e festoni (nello specifico insegne arcivescovili con galero e fioccature di 20 nappe di colore verde), reca scolpiti una palma tra due leoni. Lo stemma e motto "SOLUS CUM DEO SOLO" sono riconducibili all'ordine di San Paolo. Ingressi e loggia finestra sono incorniciati da colonne sormontate da timpani ad arco, ad arco spezzato e timpano a triangolo. Nicchie sormontate per ordine da timpani a triangolo e arco. Le nicchie del prospetto principale sono attualmente arricchite da quattro statue opere di Domenico Farina: San Pietro, San Paolo, San Francesco d'Assisi e Santa Caterina da Siena, che creano un delicato contrasto luminoso tra il bianco del marmo e le pietre provenienti dalle cave di Billiemi e di Comiso.
Sulla parete interna d'ingresso o controfacciata, dall'alto in basso e da destra verso sinistra, sono presenti le opere: La Creazione, La cacciata dall'Eden o Peccato Originale, Dio e le tavole dei Comandamenti, Il Battesimo nel Giordano, affreschi eseguiti da Gino Colapietro nel 1997.

## Interno

### Navata principale
L'impianto basilicale è a croce latina con ampia navata centrale con volta a botte arricchita da fregi, rosoni e stucchi. Lungo le "improprie" e spaziose navate laterali di cinque arcate ciascuna con cupoletta d'ispirazione bizantino - araba, sono disposti sei altari minori e due ingressi laterali.
Lo spazio interno è articolato in tre navate suddivise da robusti pilastri sui quali si aprono grandi archi a tutto sesto abbelliti da paraste binate. La navata centrale è lunga 25 metri circa dalla controfacciata al transetto, larga 16 metri e alta circa 23 metri, visivamente e acusticamente costituisce l'elemento architettonico peculiare della costruzione.

### Navata destra - lato sud

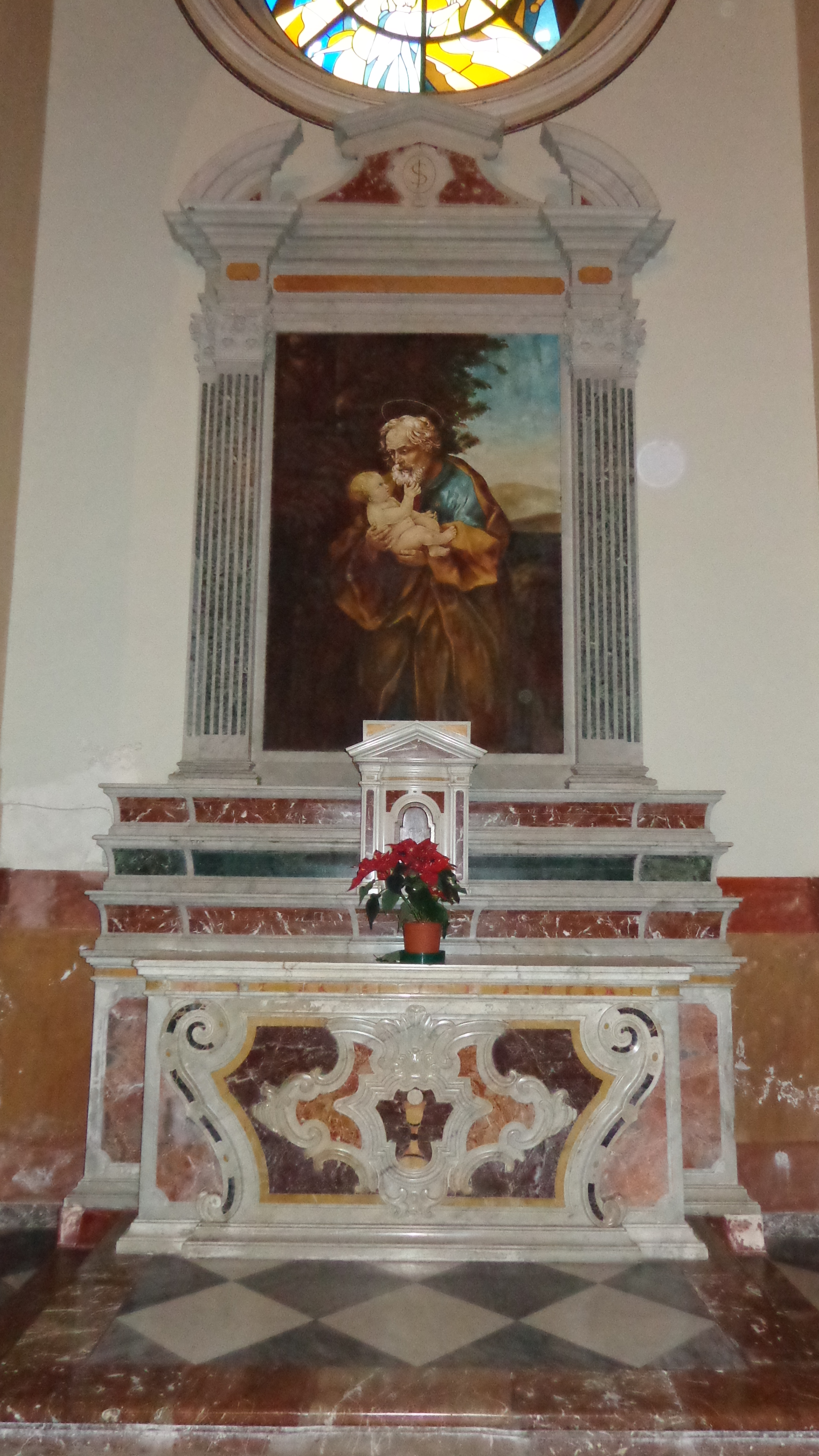
Cappella di San Giuseppe.

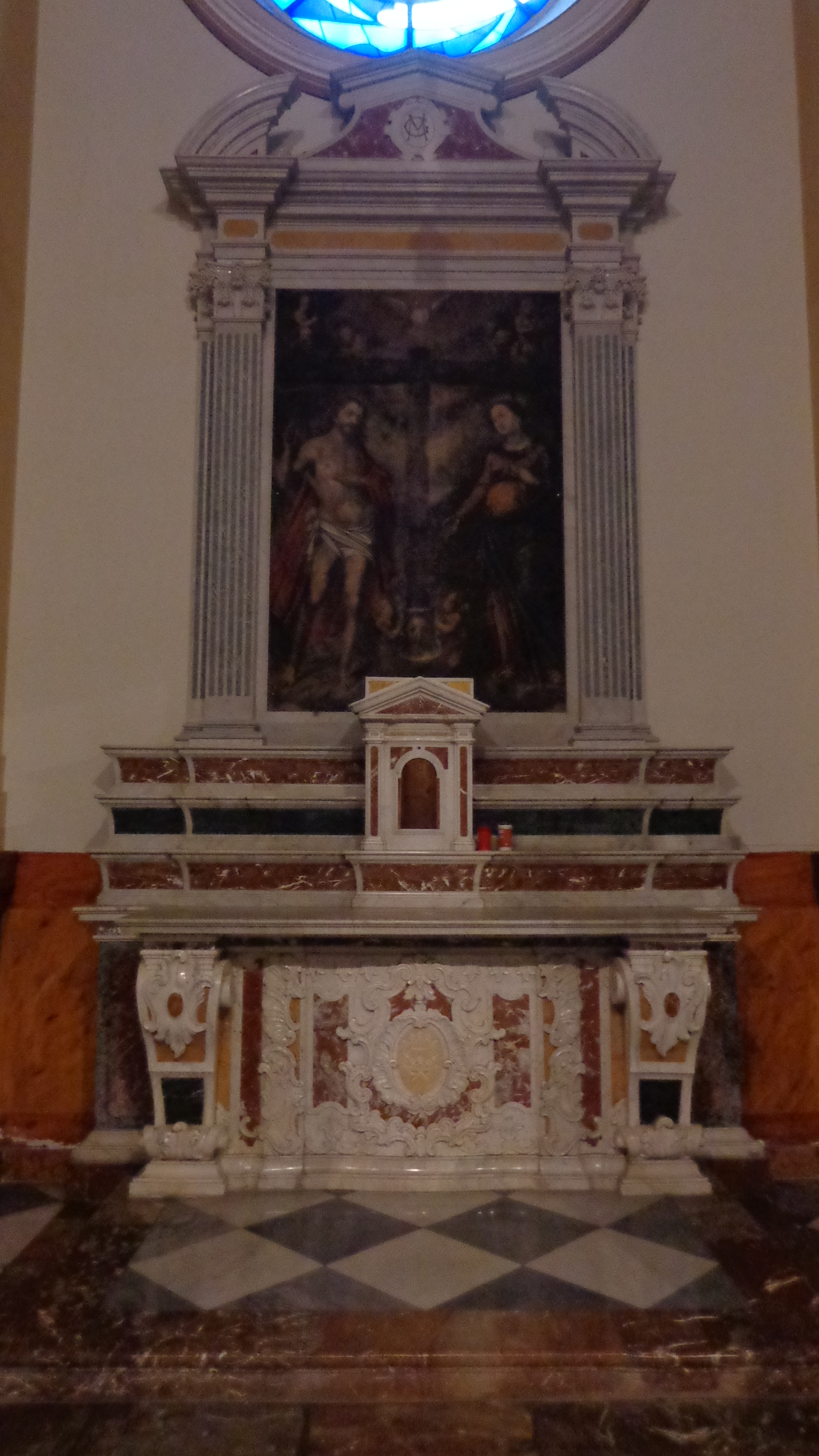
Cappella dell'Esaltazione della Santa Croce.

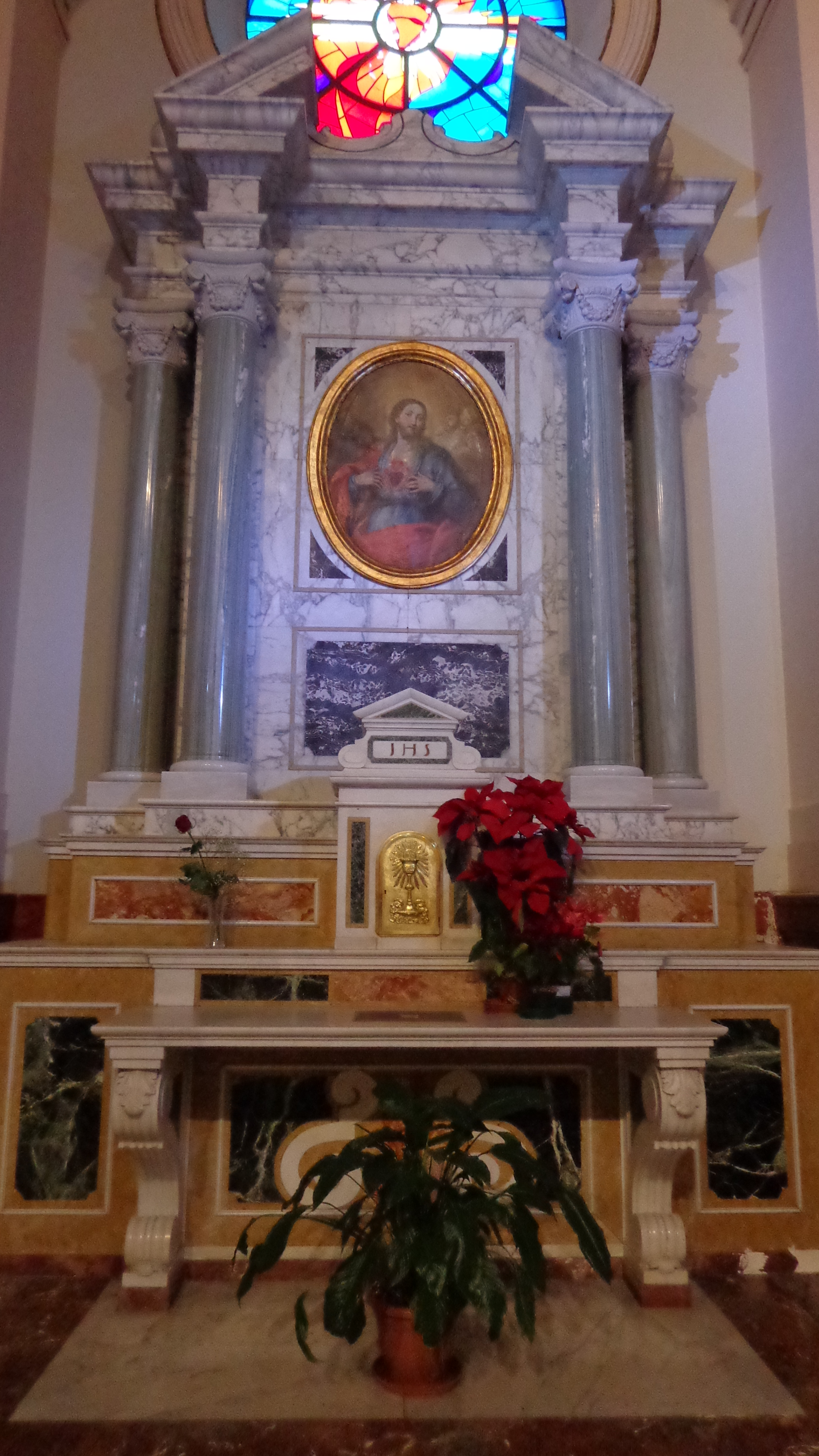
Cappella del Sacro Cuore.

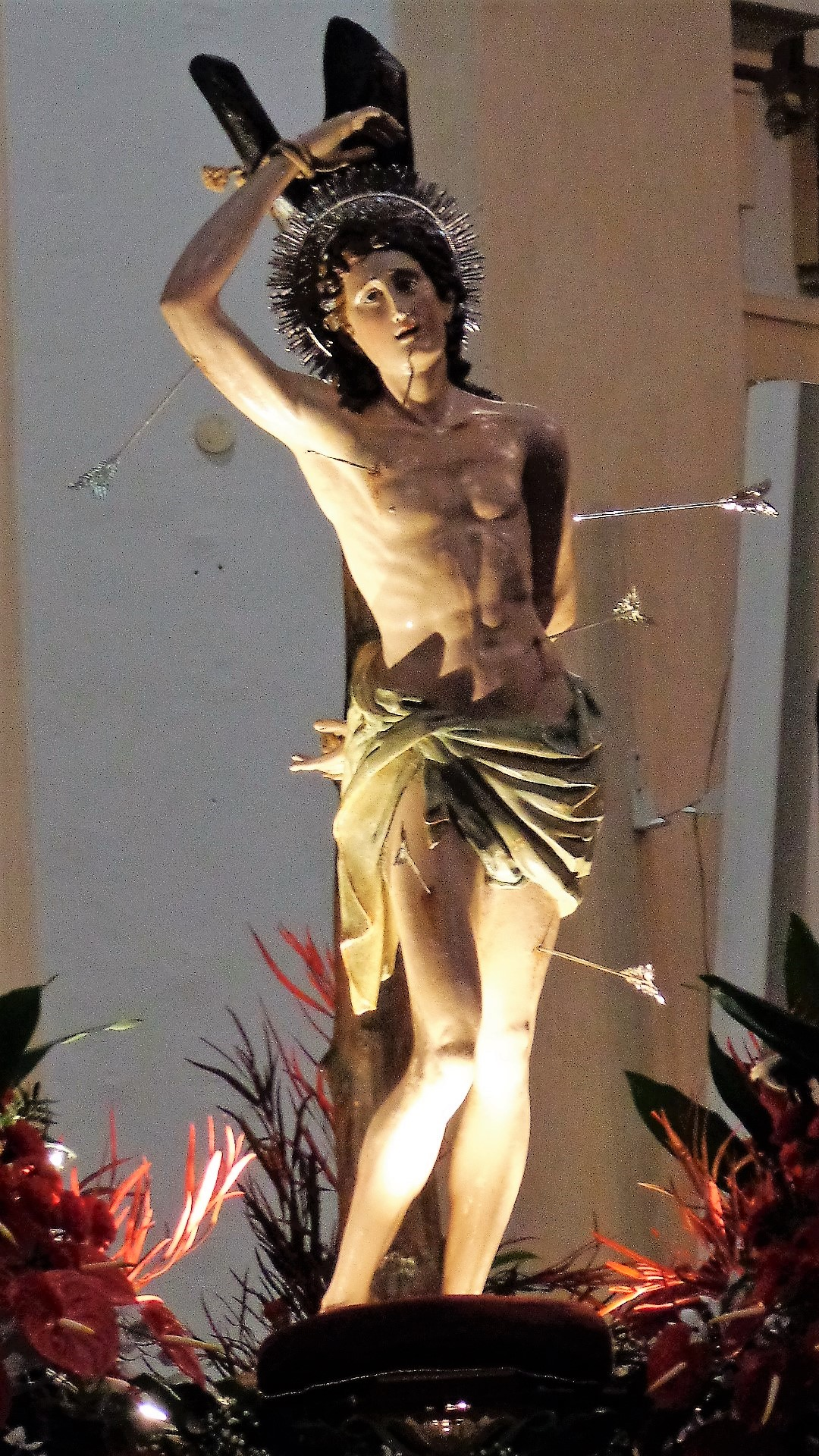
Preparazioni 2018.

- Nella prima campata a destra è collocata l'iscrizione marmorea riproducente il testo della bolla pontificia di Papa Giovanni Paolo II decretante la pubblicazione del 9 novembre 1989. Elevazione a basilica del 9 febbraio 1991. Cerimonia di dedicazione del 18 settembre 1992. Presso il varco del corridoio è collocata la statua marmorea raffigurante la Madonna del Riposo (fine secolo XVI – inizio secolo XVII) di fattura gaginiana. L'epigrafe della Bolla Pontificia recita in lingua latina:

- Seconda campata: Altare della Vergine degli Agonizzanti. La mensa marmorea di stile barocco (fine XVI secolo – inizio XVII secolo) è un manufatto proveniente dalla chiesa degli Agonizzanti, la pala d'altare, olio su tela, raffigura la Vergine degli Agonizzanti, opera di Filippo Jannelli del 1655 (?). Nella scena la Vergine è raffigurata fra san Michele Arcangelo, san Camillo de Lellis e san Giuseppe morente. La sopraelevazione dell'altare è costituita da lesene sormontate da timpano o frontone spezzato e simmetrico con stele intermedia. Al centro è presente un raffinato tabernacolo raffigurante un tempietto colonnato romano sormontato da corona.
- Terza campata: Ingresso lato sud.
- Quarta campata: Altare di San Giuseppe. Manufatto marmoreo proveniente dal vecchio duomo (fine XVI secolo – inizio XVII secolo). Il dipinto raffigurante il patriarca San Giuseppe con il Bambino Gesù è opera di Santa Rugolo del 1942, il quadro è ispirato all'omonimo soggetto di Guido Reni custodito all'Ermitage. La sopraelevazione dell'altare è costituita da lesene sormontate da timpano spezzato simmetrico ad arco con stele intermedia. Sotto la mensa è incastonato un pregevolissimo paliotto marmoreo.
- Quinta campata: Altare della Madonna delle Grazie. La cappella è dedicata alla compatrona della città, il manufatto marmoreo è proveniente dal vecchio duomo (fine XVI secolo – inizio XVII secolo). L'altare è costituito da lesene sormontate da timpano spezzato simmetrico ad arco con stele intermedia. Sul ripiano del tabernacolo e collocata la statua raffigurante la Madonna delle Grazie.

### Navata sinistra - lato nord
- Nella prima campata a sinistra era posto originariamente il fonte battesimale oggi trasferito presso l'altare maggiore. Alle pareti la lapide commemorativa attestante la data d'intitolazione del 25 marzo 1936 e quella di dedicazione dell'8 giugno 1986; la lapide commemorativa attestante l'edificazione del duomo per opera dell'arcivescovo di Messina monsignor Angelo Paino. Testo dell'epigrafe commemorante la consacrazione della nuova chiesa:

Testo dell'epigrafe di dedicazione:
- Seconda campata: Altare della Santa Croce. Manufatto proveniente dal duomo antico (fine XVI secolo – inizio XVII secolo). La pala d'altare nella sopraelevazione raffigura Gesù e Maria e il Trionfo della Croce, dipinto ad olio, opera di Filippo Jannelli. Lesene sormontate da timpano spezzato e simmetrico ad arco con stele intermedia. Sotto la mensa è collocato un pregevolissimo paliotto marmoreo. Nell'ambiente stazione la statua in cartapesta raffigurante la Vergine con Bambino.
- Terza campata: Ingresso lato nord.
- Quarta campata: Altare di Sant'Antonio di Padova. Manufatto marmoreo di fattura moderna del 1940. L'altare è costituito da lesene sormontate da timpano spezzato e simmetrico con stele intermedia, nella nicchia è collocata la statua raffigurante Sant'Antonio di Padova.
- Quinta campata: Altare del Sacro Cuore di Gesù. Manufatto marmoreo proveniente dal duomo antico (fine XVI secolo – inizio XVII secolo). La sopraelevazione è costituita da una doppia coppia di colonne, quelle interne prospetticamente più avanzate sormontate da timpano spezzato, simmetrico e aggettante. Al centro è incastonato il dipinto raffigurante il Sacro Cuore di Gesù.

### Transetto

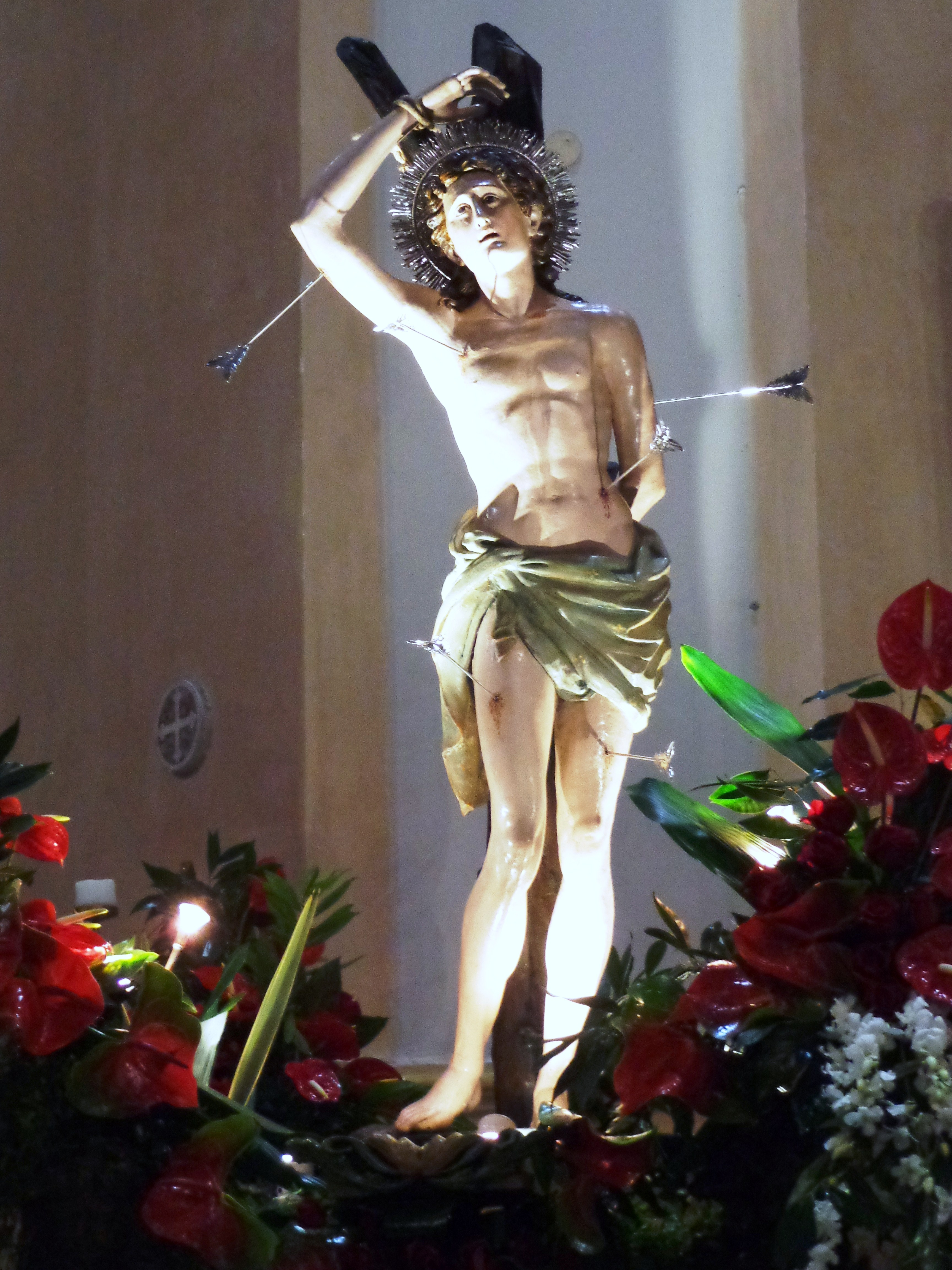
La statua lignea settecentesca di san Sebastiano.

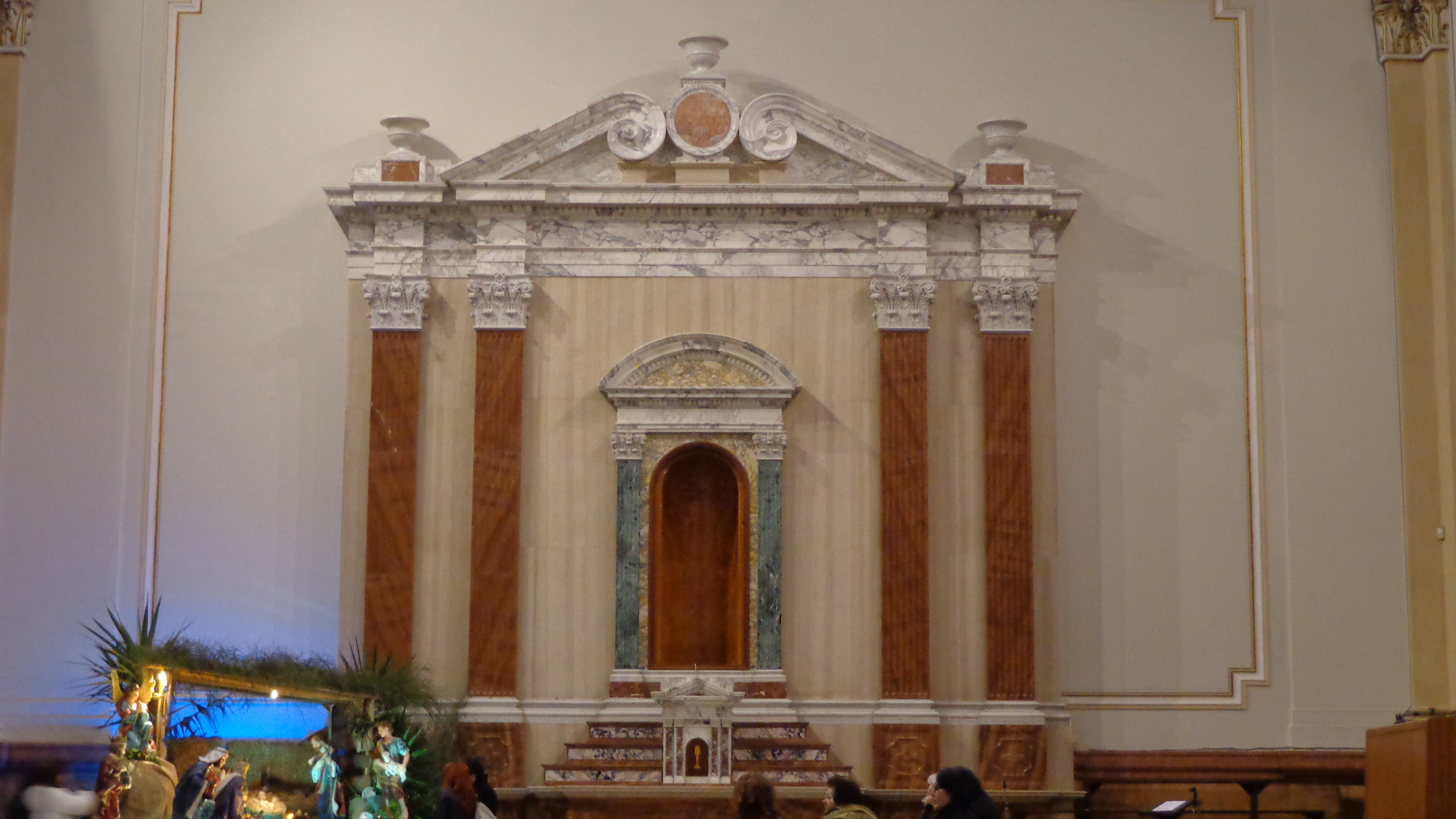
Cappella di San Sebastiano, transetto - parete meridionale.

Sulla parete del transetto meridionale è collocato un moderno, lineare, sontuoso altare marmoreo in stile classico opera di Antonino Antonuccio, costituito da pilastri (lesene) binati e capitelli di stile corinzio sormontati da timpano spezzato e simmetrico, raccordato con due volute verso il basso reggenti un disco intermedio sormontato da un vaso (par enroulement). Agli estremi della dinamica trabeazione sull'architrave sono presenti altri due vasi, nella nicchia incorniciata da lesene e timpano ad arco è custodita la settecentesca statua lignea raffigurante San Sebastiano, simulacro condotto in processione durante i riti devozionali del 20 gennaio. Sovrasta la cantoria la tela seicentesca raffigurante San Cristoforo con miniature di scene di vita del martire.
Nell'affresco raffigurante la Pesca miracolosa, opera di Gino Colapietro del 1994, riprodotto sulla parete settentrionale del transetto, le fattezze dei personaggi richiamano i volti di cittadini fra cui spicca il viso dell'arciprete committente. Alla base della parete sono presenti tre austeri e pregevoli confessionali, opere dell'ebanista locale Antonio Genovese, realizzati su disegni di Salvatore Crinò risalenti agli anni '60. In un quadrone è collocata la tela raffigurante la Vergine con Bambino e San Francesco, opera di Gaspare Camarda realizzata nel 1606.
Sono altresì presenti quattro mosaici raffiguranti la Visitazione della Beata Vergine Maria, la Natività di Gesù, l'Adorazione dei Magi e la Presentazione di Gesù al Tempio, opere di Claudio Traversi. Sulle pareti esterne del transetto sono riprodotte le figure musive riproducenti San Francesco di Paola a nord e San Nicola di Bari a sud, in prossimità di quest'ultimo mosaico è presente un'aiuola con la statua in bronzo raffigurante San Pio da Pietrelcina del 2001.
Tra le opere esterne di recente realizzazione si annovera la Colonna dell'Immacolata Concezione. Per l'osservatore collocato dinanzi al prospetto basilicale, il manufatto è collocato in posizione lievemente avanzata sul lato destro del sagrato.
Importantissimo è il culto che molte città in Sicilia tributano alla Vergine Maria, culto che trova fondamento nel rapporto epistolare tra l'Ambasceria del Senato Messinese e Maria Madre di Gesù Cristo, Madre di Dio, Madre della Chiesa secondo il dogma Theotókos formulato dal Concilio di Efeso riaffermando alcuni principii del Concilio di Nicea. Nella particolare accezione di Immacolata Concezione, Maria è Patrona delle principali città dell'isola, Patrona Principale del Regno delle Due Sicilie e attuale Patrona della Sicilia, a lei è dedicata la maggior parte delle colonne, guglie, obelischi presenti nei principali siti monumentali.
In occasione dell'istituzione della festività del dogma dell'Immacolata Concezione stabilito dalla Chiesa cattolica nel 1854, riaffermato nel Centenario in occasione del Congresso mariano della Sicilia del 13 ottobre 1954, ogni anno l'8 dicembre, dopo la celebrazione della messa solenne in basilica, presenti l'arciprete, i rappresentanti del clero, degli istituti religiosi e dell'apostolato dei laici, le autorità del Comune offrono una corona di fiori, omaggio della città e del vicariato all'Immacolata, altri omaggi floreali sono deposti alla base del monumento. 
Riti comuni alle manifestazioni suddette sono effettuati presso la Guglia dell'Immacolata in Piazza dell'Immacolata di Marmo a Messina, la Colonna dell'Immacolata in Piazza San Domenico a Palermo, alla guglia dell'Immacolata in piazza del Gesù Nuovo a Napoli in Spaccanapoli, la colonna dell'Immacolata in piazza di Spagna a Roma.
| Transetto nord                   | Transetto sud                   |
| -------------------------------- | ------------------------------- |
| Natività di Gesù                 | Annunciazione                   |
| San Francesco di Paola (Esterno) | San Nicola di Bari (Esterno)    |
| Adorazione dei Magi              | Presentazione di Gesù al Tempio |

|                    |                |                                       |                                 |              |                     |                  |                                     |                        |
| San Nicola di Bari | San Cristoforo | Visitazione della Beata Vergine Maria | Presentazione di Gesù al Tempio | Risurrezione | Adorazione dei Magi | Natività di Gesù | Vergine con Bambino e San Francesco | San Francesco di Paola |

### Altare maggiore

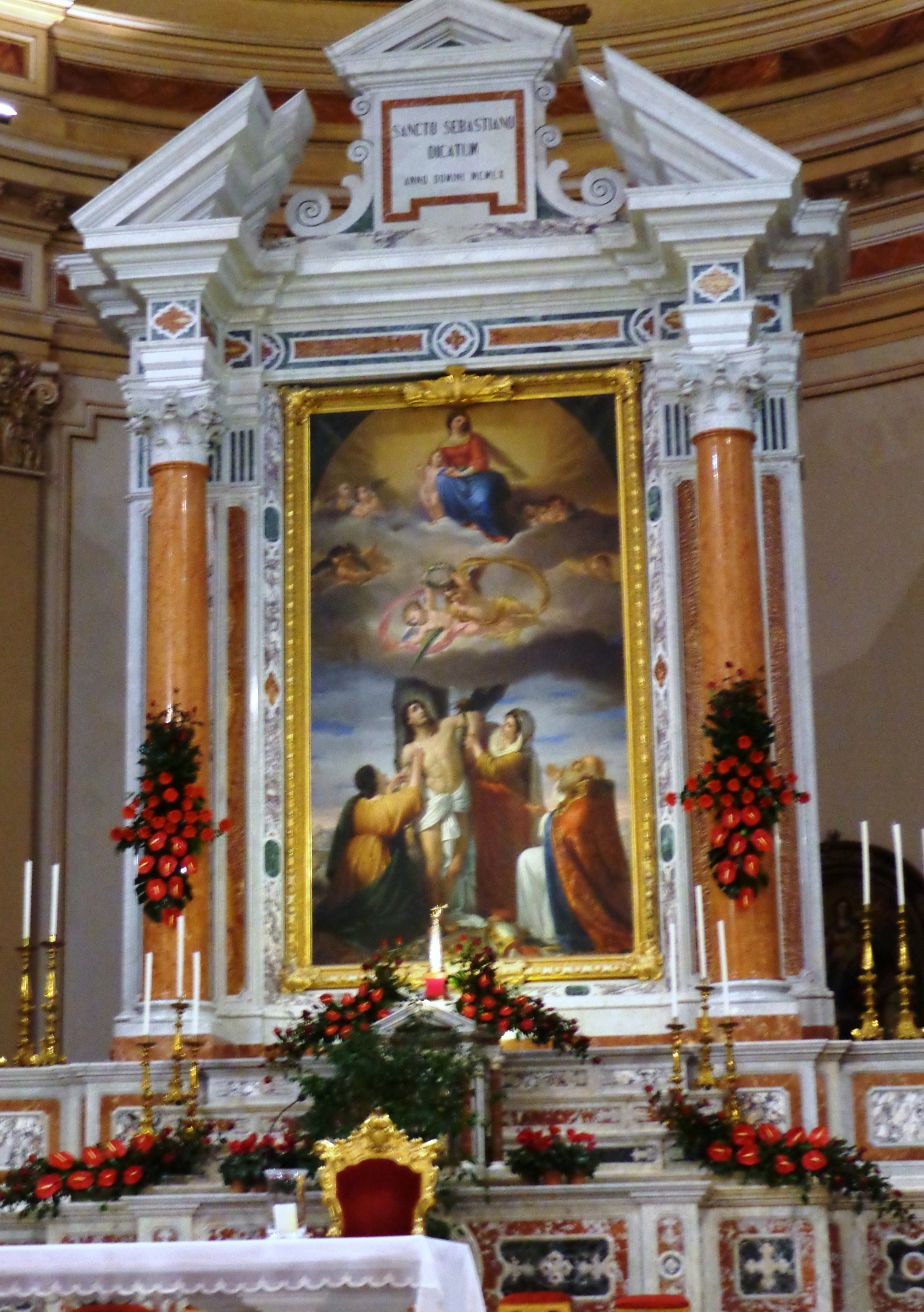
Altare maggiore.

L'altare maggiore è in marmi policromi la cui sopraelevazione raffigura il frontone di un tempio romano con doppio timpano spezzato sovrapposto e simmetrico, con stele commemorativa centrale (frontone entrecoupé). L'insieme richiama lo stile del prospetto della facciata, ove fra colonne e capitelli corinzi è inserita la tela raffigurante il Martirio di San Sebastiano. Tra i personaggi riprodotti sulla pala d'altare Santa Irene di Roma abbigliata a lutto, vedova di San Castulo, nell'atto di recuperare il corpo del martire, con lei è raffigurata l'ancella Lucina e san Nicola di Bari genuflesso (precedente protettore del Casale di Barsalona), opera di Giacomo Conti del 1879. Completano la scena la Madonna in Gloria, identificata con la Madonna delle Grazie compatrona della città, fra schiere di angeli, cherubini, serafini, troni e dominazioni. La grandiosa opera marmorea fu realizzata da Salvatore Manganaro sotto la direzione di Maria Mento e Angela Mento, manufatto completato nel 1960.
Il Cristo Pantocratore della calotta absidale è opera del barcellonese Filippo Minolfi, affresco realizzato nel 1984. Il duomo custodisce diverse tele del seicento e del settecento, dietro l'altare maggiore all'interno dei grandi quadroni della parete del catino absidale campeggiano: la Madonna del Carmelo e Santi, la Madonna del Rosario, lo Sposalizio mistico di Santa Rosa raffigurante la Madonna fra i Santi Cosma e Damiano e Santa Rosa (quadro proveniente dalla chiesa dei Santi Cosma e Damiano), alcune di queste opere sono attribuite a Filippo Vescosi da Sambuca di Sicilia e al sacerdote Antonino Vescosi, rispettivamente padre e figlio attivi dal 1773 al 1824 in città, Basicò, Gualtieri Sicaminò, Novara di Sicilia, Patti, Saponara e Messina.

## Porte

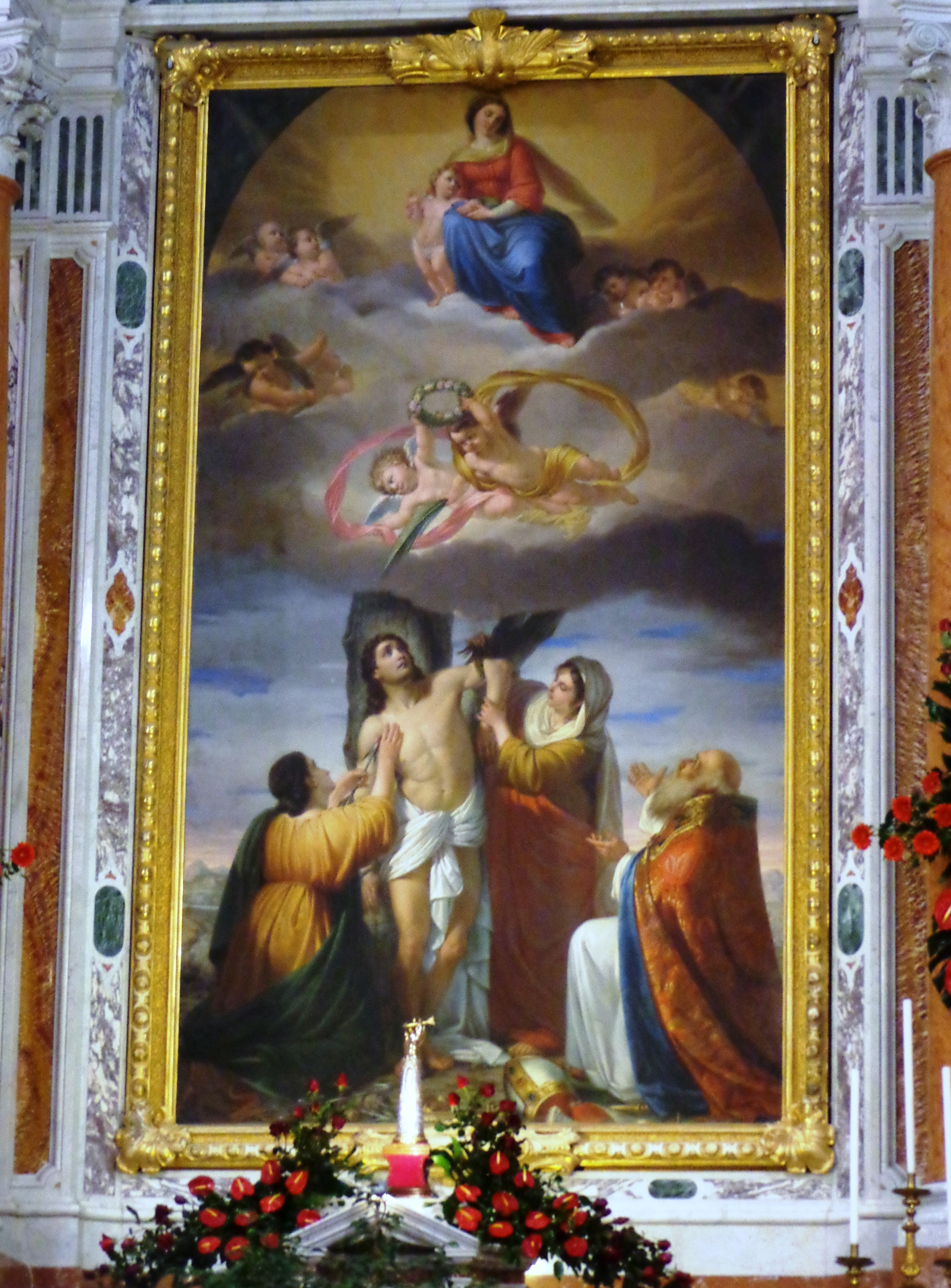
Pala d'altare.

L'accesso anteriore in basilica è garantito da tre porte, un tempo realizzate in legno, oggi sostituite con altrettanti manufatti in bronzo. Il grande portone dell'ingresso principale è opera di Ennio Tesei, con formelle raffiguranti scene tratte dalla vita di San Sebastiano. I sei riquadri ritraggono: Il primo martirio con frecce, Il secondo martirio con flagellazione a morte, le palme del martirio costituiscono i maniglioni delle due ante, Le cure di Sant'Irene, Le Predicazioni di San Sebastiano, l'Incontro con l'Imperatore Diocleziano, la Cloaca Massima, riquadri eseguiti nel 1990.
La porta è sormontata dal fregio festonato recante i simboli del martirio: le frecce e relative corona e palma.
Il portone destro, opera di Giorgio Luzzietti, reca formelle raffiguranti: la Pentecoste", l'Ascensione, la Moltiplicazione dei Pani e dei Pesci, la Pesca miracolosa, le Nozze di Cana e la Resurrezione di Lazzaro.
Il portone sinistro, opera di Claudio Traversi, reca formelle raffiguranti scene del Diluvio Universale, le Tavole della Legge e il Roveto Ardente, la Chiesa dei Basiliani, il Duomo antico di San Sebastiano, la Nuova Basilica e la formella dedicata a monsignor Angelo Paino, detto Il Ricostruttore, opere realizzate nel 1991.

## Cupola

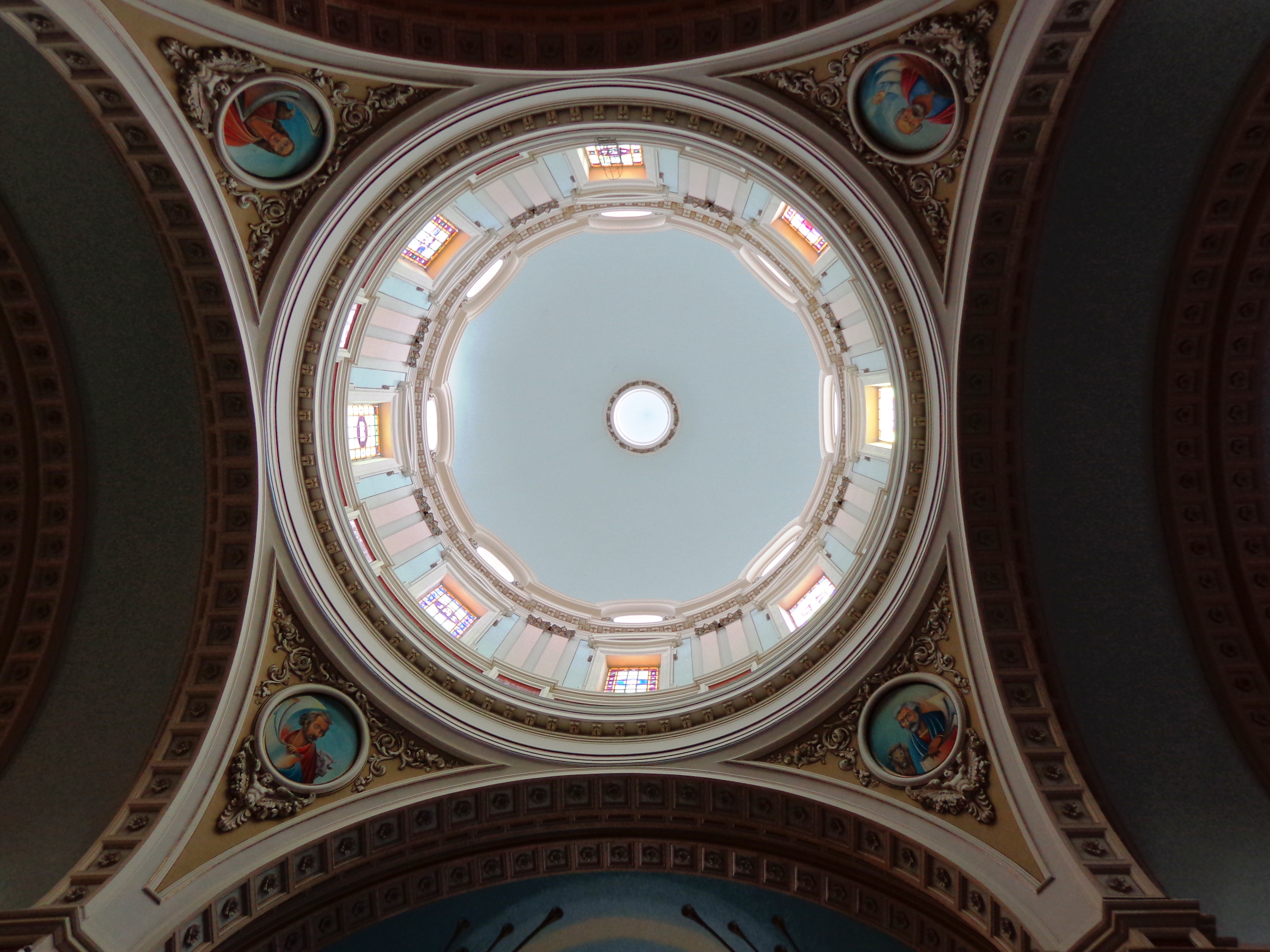
Interno cupola.

Con i suoi 16 metri circa di diametro, 8 d'altezza, la cupola è l'emblema della stessa basilica e uno dei simboli dell'intera città. Edificata con pianta ottagonale si erge di proporzioni contenute ed è illuminata da otto finestre disposte nel tamburo e da otto oculi disposti sulla base alla calotta ed è coronata da un lanternino anch'esso a pianta ottagonale.
Poggia su un alto tamburo aperto da otto finestroni rettangolari sormontati alternativamente da timpani ad arco e timpani a triangolo, separati da altrettanti costoloni definiti all'esterno da una teoria di colonne binate. Alla base di ogni nervatura delle conchiglie contenenti colombe.
Internamente, nei tondi dei pennacchi posti alla base del tamburo, sono riprodotti i quattro Evangelisti opere di Filippo Minolfi eseguite nel 1986; le otto vetrate rettangolari sul tamburo della cupola sono state realizzate nei primi anni '90 da Salvatore Gervasi.

## Le dimensioni della basilica

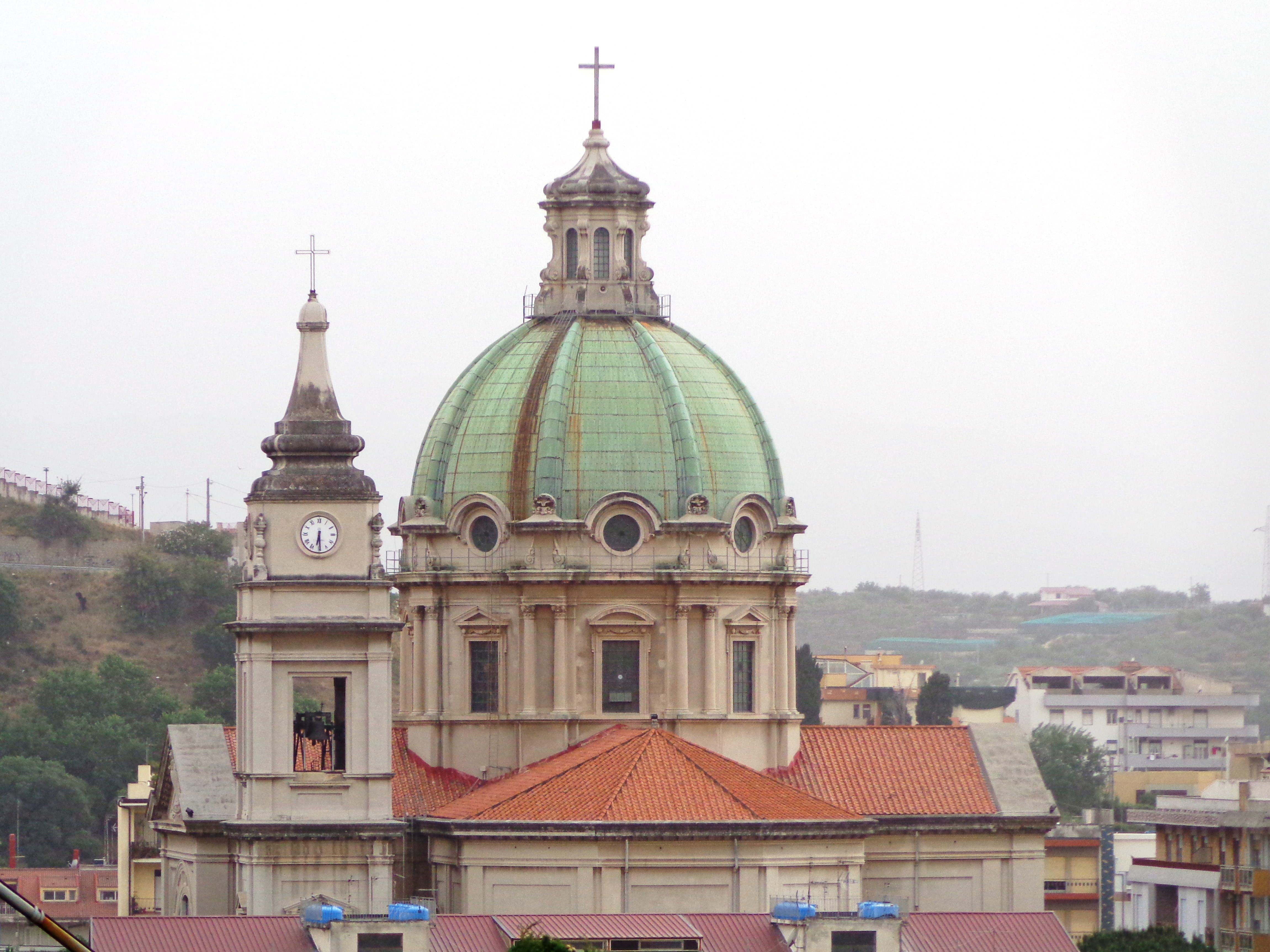
Basilica minore di San Sebastiano, panorama dai Cappuccini.

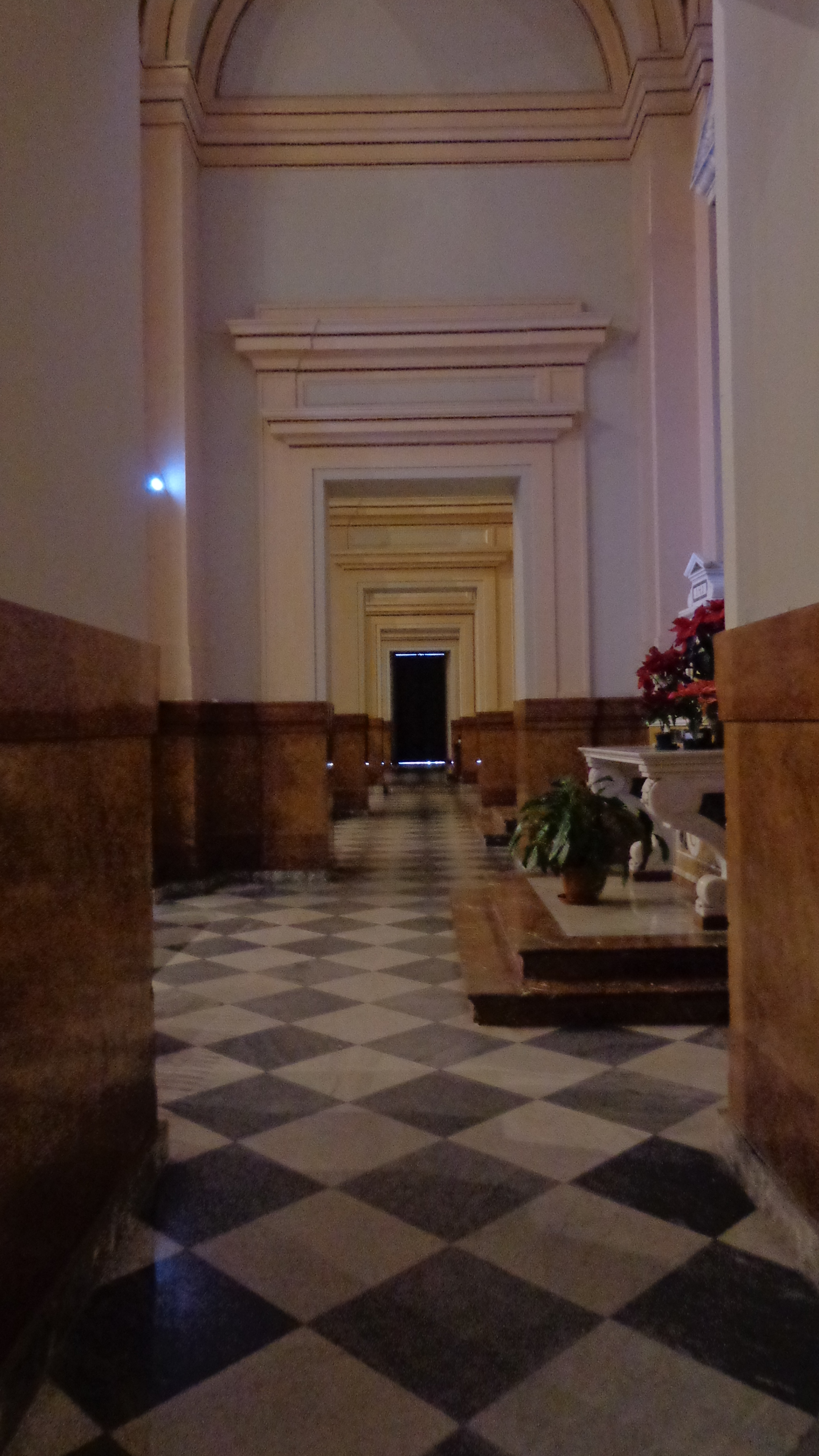
Prospettiva navata sinistra.

La basilica di San Sebastiano è la seconda chiesa cattolica più grande della provincia di Messina.
| Lunghezza massima esterna: 72 m                                                             |
| Altezza della navata: circa 23 m                                                            |
| Altezza della cupola: 20 m circa + 10 m il tamburo + 8 m emisfero cupola + lanterna + croce |
| Altezza navate laterali: 12 m                                                               |
| Altezza della facciata: 25 m                                                                |
| Altezza del campanile: 32 m                                                                 |
| Larghezza massima esterna: 39 m                                                             |
| Larghezza del tamburo della cupola: 15 m                                                    |
| Larghezza della navata centrale: 16 m                                                       |
| Larghezza delle cappelle: 5 m                                                               |
| Superficie dell'edificio: 2.000 m² circa comprensivi dei locali accessori                   |

Diversi rimaneggiamenti hanno comportato modifiche, specie per l'elevazione al rango e dignità di basilica minore. Scomparsa la primitiva scalinata anteriore, la balaustra e cancellata che divideva il transetto dall'altare maggiore, la "mensa" posta sotto la cupola ripristinata con la mensa altare versus populum. La sistemazione di alcune opere esposte: le tele che fanno corona all'altare. Sostituiti i vecchi vetri con vetrate artistiche istoriate. Nel 2000, sono state realizzate la nuova Cappella delle Confessioni, la Cappella del Santissimo Sacramento, riorganizzati completamente gli ambienti della canonica, degli uffici parrocchiali e dei disimpegni, ristrutturata integralmente la sagrestia con un nuovo pavimento di marmo e nuovi armadi, modificata la disposizione del presbiterio con un nuovo ambone in cornu evangelii nella parte destra, spostati il fonte battesimale sotto l'ambone e la consolle dell'organo posta nel transetto sud realizzato il palco ligneo per il coro nel transetto destro.
- Finestre abside. Sacro Cuore sul lato destro dell'abside, opera dei fratelli Lindo Grassi e Alessandro Grassi (anno 1970) e Cuore Immacolato di Maria sul lato sinistro nell'abside, opera di Cupelloni (anno 1992).
- San Sebastiano sul finestrone loggia del prospetto principale, opera dei fratelli Grassi.
- Finestre navata centrale. La Resurrezione, la Crocifissione, San Tommaso e San Giuda, San Domenico e San Francesco, Santa Eustochia e Santa Chiara, Sant'Andrea e San Filippo, San Giacomo e San Bartolomeo, San Pietro e San Paolo, San Simone e San Matteo, San Giovanni e San Mattia, San Nicola e San Basilio, Sant'Agata e Santa Lucia, opere di padre Alberto Farina, eseguite nel 1991.
- Finestre tonde cappelle. Sacro Cuore di Gesù, Madonna di Fatima, San Giuseppe, Anime del Purgatorio, Trionfo della Croce, Sant'Antonio di Padova, Lo Spirito Santo, San Cristoforo, opere di Claudio Traversi, anno 1992.
- Finestre tamburo Cupola. Sono presenti otto vetrate rettangolari nel tamburo della cupola ad opera di Salvatore Gervasi.

## Vetrate
| Finestre navata nord                 | Tondi Altari nord                     | Tondi Altari sud          | Finestre navata sud                     |
| ------------------------------------ | ------------------------------------- | ------------------------- | --------------------------------------- |
| "Cuore Immacolato di Maria" (Abside) |                                       |                           | "Sacro Cuore di Gesù" (Abside)          |
| "La Resurrezione" (Transetto)        |                                       |                           | "La Crocifissione" (Transetto)          |
| "San Paolo e San Pietro"             | "Sacro Cuore di Gesù"                 | "La Madonna di Fatima"    | "San Giovanni e San Mattia"             |
| "San Simone e San Matteo"            | "Lo Spirito Santo"                    | "San Giuseppe"            | "San Tommaso e San Giuda"               |
| "San Giacomo e San Bartolomeo"       |                                       |                           | "San Filippo e Sant'Andrea"             |
| "Sant'Agata e Santa Lucia"           | "Sant'Antonio di Padova"              | "Le Anime del Purgatorio" | "Santa Eustochia e Santa Chiara"        |
| "San Nicola e San Basilio"           | "San Cristoforo"                      | "Trionfo della Croce"     | "San Domenico e San Francesco d'Assisi" |
|                                      | "Martirio di San Sebastiano" (Loggia) |                           |                                         |

## Coro

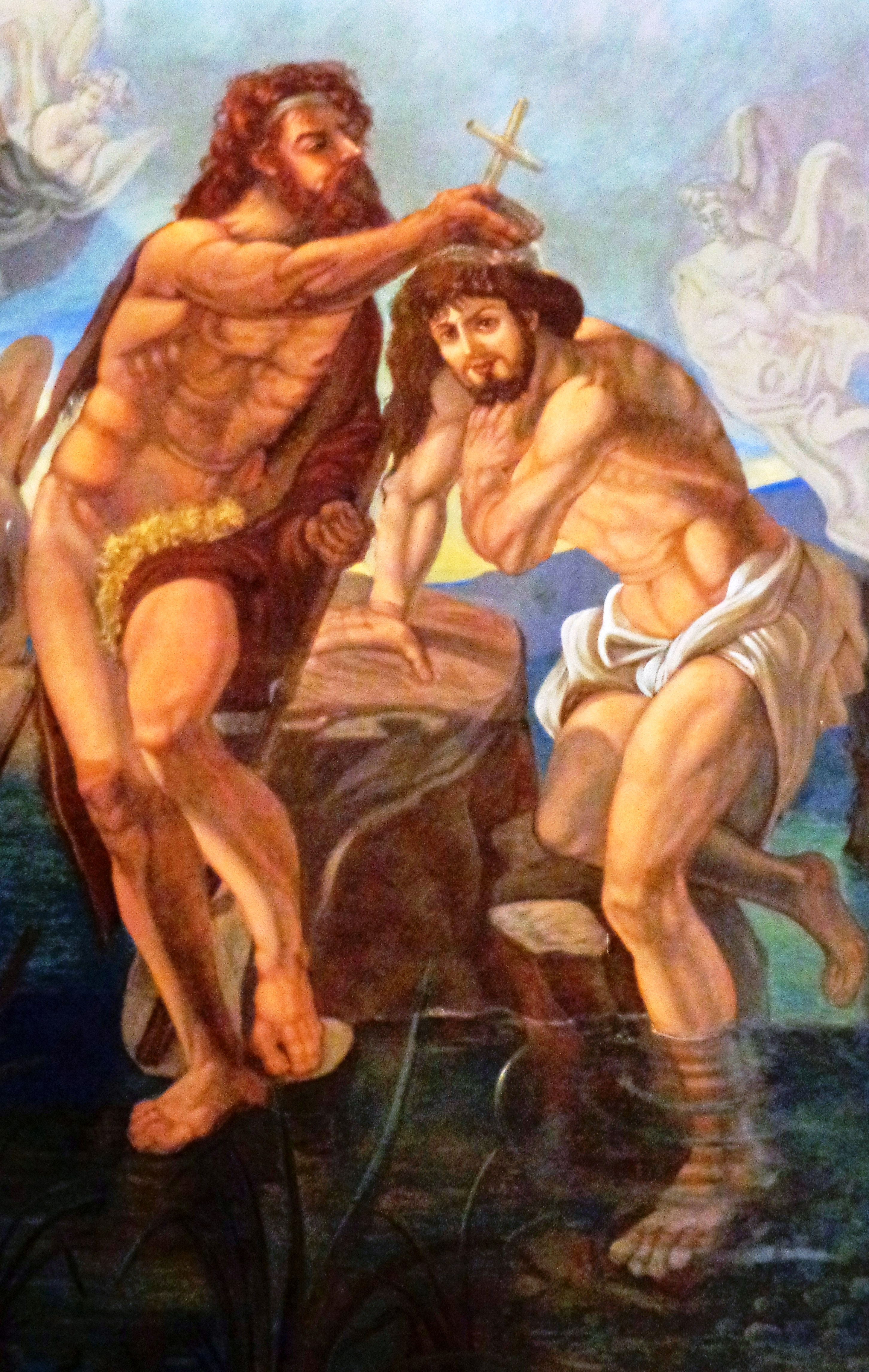
Affresco.

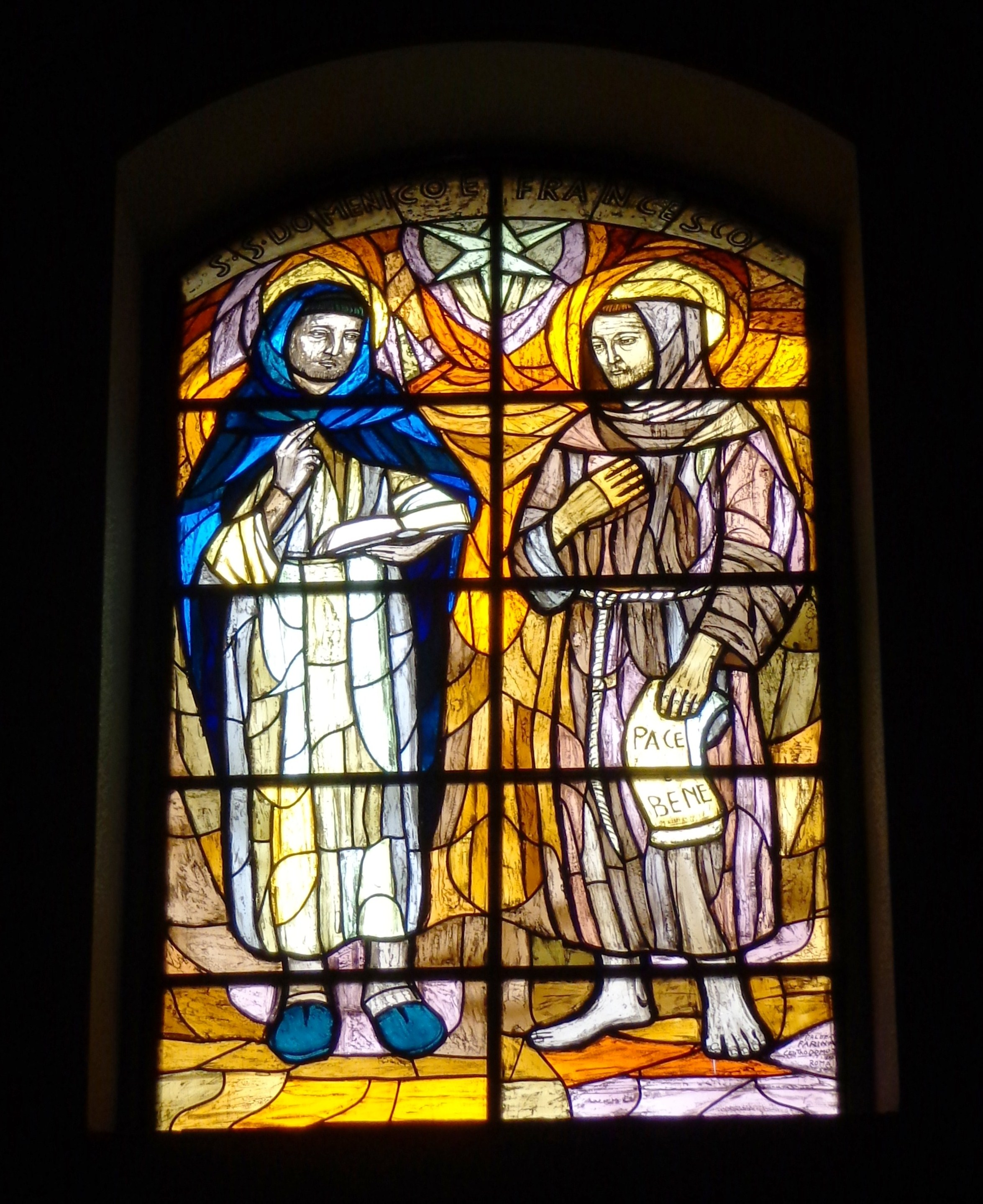
Vetrata.

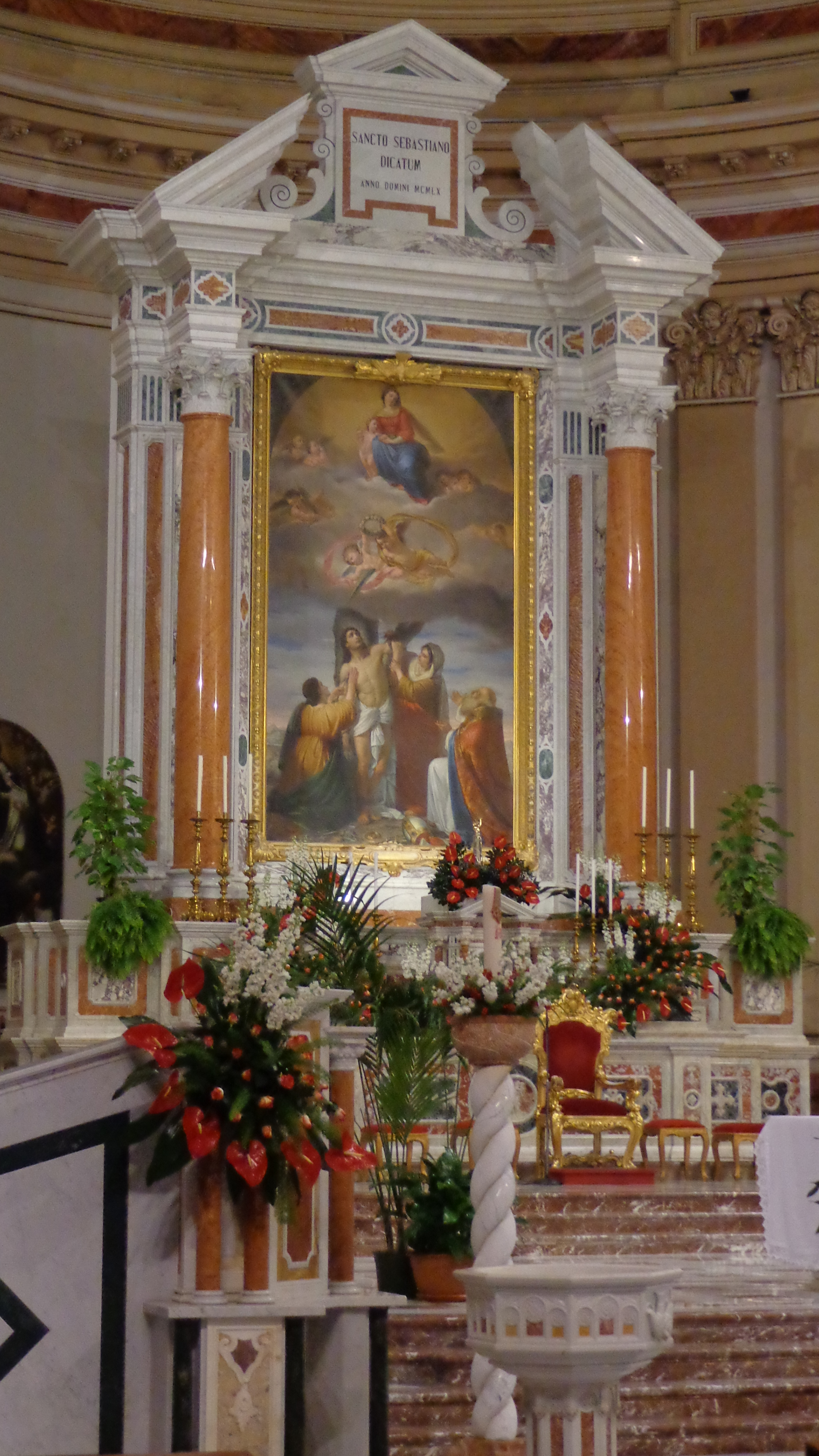
Veduta altare maggiore dal «Cornu Evangelii».

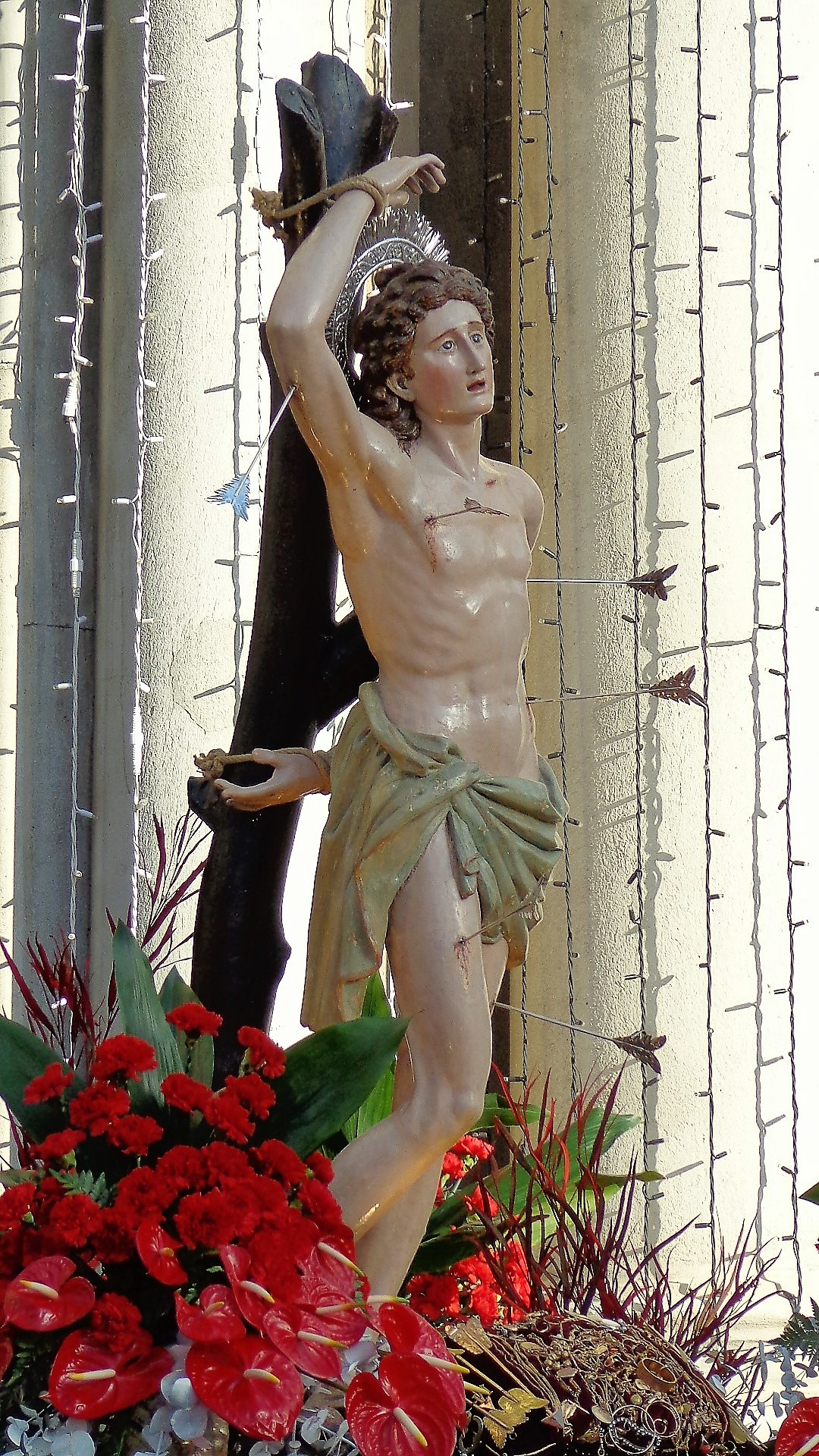
Processione 2018.

Il coro ligneo composto da seggi di gusto classico è collocato nel presbiterio, realizzato nel mese di settembre del 1985 da Santi Diletti, su disegno di Angela e Maria Mento.

## Organo
L'organo della basilica è stato costruito dalla Tamburini di Crema nel 1967. I corpi d'organo sono due, situati nei transetti di coro della Basilica rispettivamente in "Cornu Epistulae" e in "Cornu Evangelii", composto da 2760 canne (ubicate nei due locali ad angolo tra abside (canne d'organo) e transetto (trombe)), una consolle da tre tastiere, 61 tasti, una pedaliera da 32 pedali e 41 registri sonori reali. Dopo lo strumento della Cattedrale di Messina, è il secondo organo più grande dell'intera provincia.

## Campane
Nel 1989 nove nuove campane della fonderia Capanni di Catania, la più grande delle quali di 109 cm di diametro e perfettamente accordate in toni graduali decrescenti sostituiscono le campane dell'antico duomo; dotate di martelletto a percussione, le prime tre anche di distesa. A completamento è stato finalmente realizzato un orologio a carillon completo con quattro quadranti di 169 cm di diametro l'uno.

## Sagrestia
Nella sagrestia ubicata a lato del presbiterio, comunicante con deambulatorio e transetto da entrambi i lati sono custoditi: il sarcofago del filantropo Giovanni Spagnolo del 1791, dieci tele con cornice quadrilobata del XVIII secolo raffiguranti scene della vita di San Sebastiano attribuite a Giovanni Andrea Jannelli, un reliquiario del XVIII secolo, un involucro di organo a intagli lignei dei primi del XVIII secolo, diverse targhe marmoree elogianti Raimondo de Moncada, vescovo della confinante diocesi di Patti dal 25 febbraio 1782 - 1813, commemorato nella concattedrale di Santa Maria Assunta in Santa Lucia del Mela.

### Opere documentate
Opere documentate nel primitivo tempio:
- ?, Madonna del Rosario raffigurata tra santi dell'Ordine domenicano, olio su tela, opera di autore ignoto.
- XV secolo, San Basilio, olio su tavola di autore ignoto, proveniente dal monastero di Santa Maria di Gala.
- ?, San Filippo Neri, olio su tela, opera di autore ignoto.
- ?, San Rocco raffigurato tra San Nicolò (o San Paolino da Nola ?) e Santa Caterina d'Alessandria, tempera di Cesare Di Napoli.[10]
- ?, Santa Rosalia, olio su tela, opera di autore ignoto.

## Curiosità
- Soprattutto in antichità ma ancora oggi, durante le processioni del 20 gennaio, é costume lanciare ceci contro il simulacro del Santo quale forma devozionale e come atto liberatorio dai peccati, usanza però non gradita dalle autorità ecclesiastiche. Altro aspetto antropologico intrinseco al gesto è la forma di ringraziamento per aver sfamato prigionieri e poveri di Roma, nondimeno, per l'opera evangelizzatrice condotta a costo del supremo sacrificio. Legato ai ceci il consumo consueto durante i festeggiamenti paesani di calia, simenza, nocciole, arachidi, pistacchi, sesamo, gelatine, torroni e dolciumi vari. .
- La Ciaurrina, la pasta caramellosa stirata al chiodo tipica barcellonese confezionata durante i festeggiamenti di San Sebastiano, la cui preparazione o meglio, l'iniziale stiratura manuale della pasta di miele, ricorda la tensione dell'arco e lo scoccare delle frecce.
- U Brazzu di San Bastianu, locuzione. In duomo è custodita un inestimabile reliquia che consiste nell'osso dell'avambraccio del santo martire detto u Brazzu di San Bastianu, spesso citato in detti del luogo come "Ci voli u Brazzu di San Bastianu ! ", il quale s'invoca in un momento dove sarebbe propizio un ausilio importante e determinante. Locuzione utilizzata anche in senso negativo, spregiativo e peggiorativo in casi ordinari ove non sia necessario un intervento straordinario: la maggior parte delle vicende quotidiane e ove l'ordinaria amministrazione manifesti la totale incapacità e incompetenza - " 'Cchi ci voli, u Brazzu di San Bastianu ? ". L'osso dell'avambraccio di San Sebastiano giorno 19 gennaio sera all inizio dei festeggiamenti con i vespri solenni viene posto sull altare maggiore ornato di fiori e resterà lì fino alla fine dei festeggiamenti. In antichità veniva fatto baciare ma oggi con le leggi sanitarie non è più possibile ma è comunque venerabile dall'assemblea.
- Protettore degli atleti, arcieri e archibugieri, tappezzieri e fabbricanti di aghi e di quanti altri abbiano a che fare con oggetti a punta simili alle frecce. Patrono della Polizia Municipale e dei Vigili urbani, delle confraternite che in Italia si prodigano per l'assistenza alle persone bisognose. San Rocco è invocato per la "cura" della peste. San Sebastiano per le note vicende è invocato per la prevenzione, la profilassi di infezioni, epidemie, contagi di qualsiasi natura, in particolar modo di peste.
- Una delegazione argentina composta da Laura Boleso e Fabian Gonzalez è stata ospite della città dal 26 gennaio all'11 febbraio del 2015 per l'occasione è stata donata dalla città di Chivilcoy alla Basilica Minore di San Sebastiano Martire il simulacro della Madonna di Lujan. Lo scambio culturale tra le due città è stato promosso dalla Pro Loco "A. Manganaro" nella figura del suo vicepresidente Giuseppe Giunta e da Laura Boleso archivista del Complejo Historico Municipal di Chivilcoy.
- Il simulacro della Madonna di Lujan nel corso dell'Udienza Papale svoltasi in Piazza San Pietro mercoledì 8 maggio 2019 è stato benedetto da Papa Francesco, grazie all'impegno di Laura Boleso e di Julian Maiello, venuti a Roma per l'occasione dall'Argentina, di Giuseppe Giunta componente del Consiglio Direttivo della Pro Loco "A. Manganaro", di padre Tindaro Iannello, del coordinatore del gruppo dei pellegrini giunti a Roma Carmelo Midolo, della Prefettura della Casa Pontificia della Città del Vaticano e dell'Ambasciata Argentina presso la Santa Sede che ha garantito i pass per assistere alla cerimonia.

## Feste religiose
- 20 gennaio, Festa di San Sebastiano (festa patronale)
- 8 settembre, festa della madonna del tindari.

## Galleria d'immagini

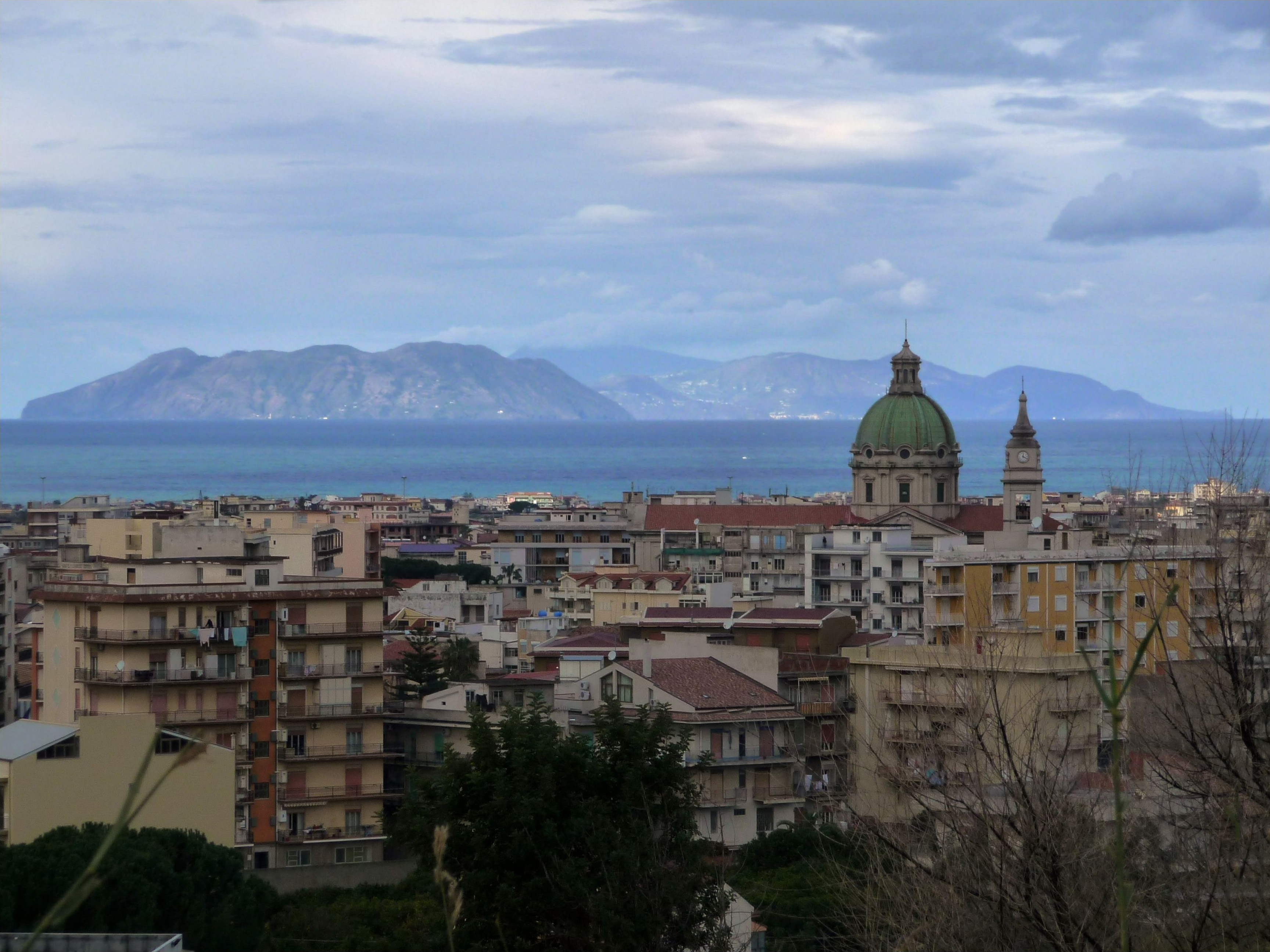
La Cupola e le Eolie
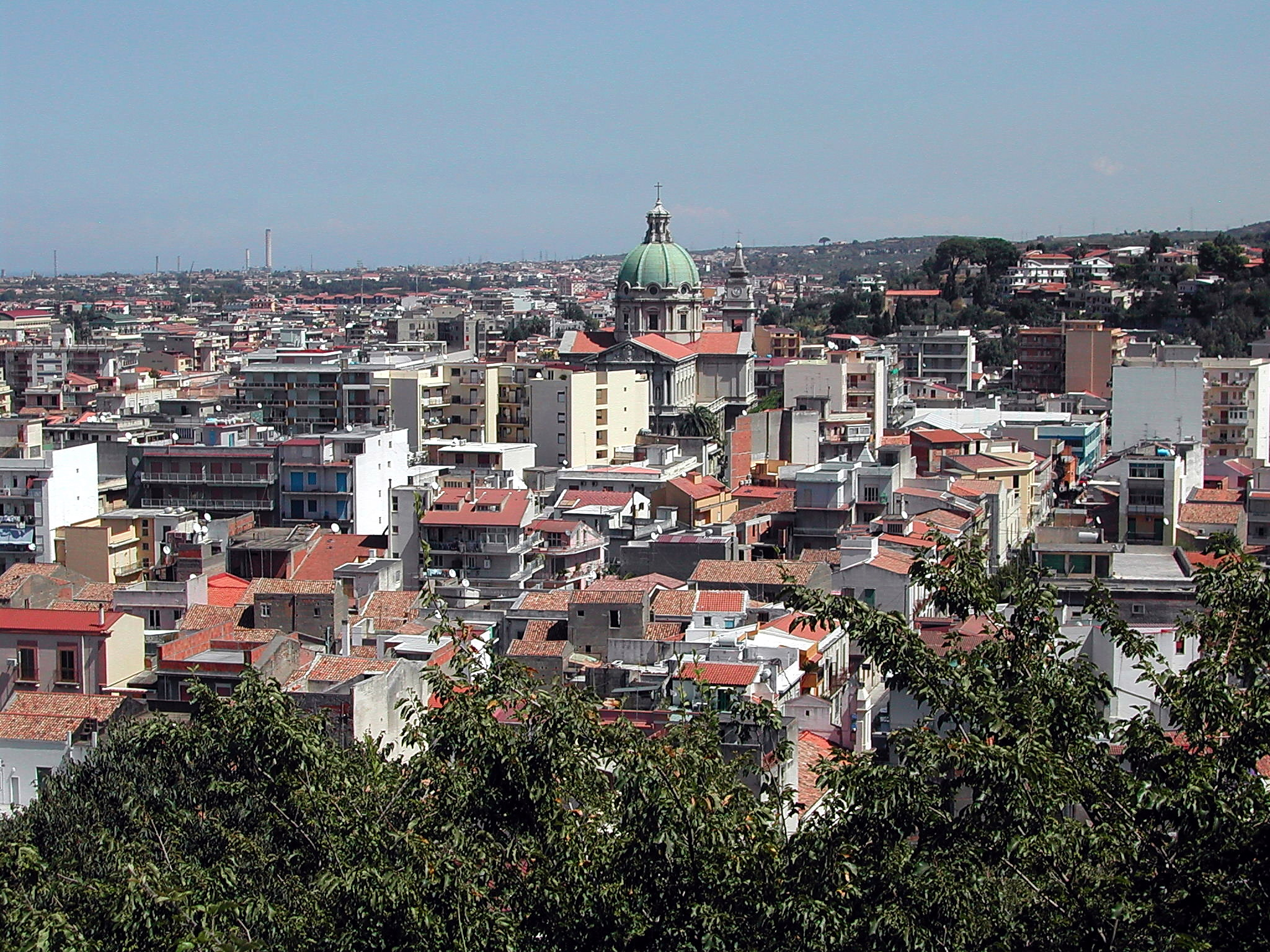
Panorama
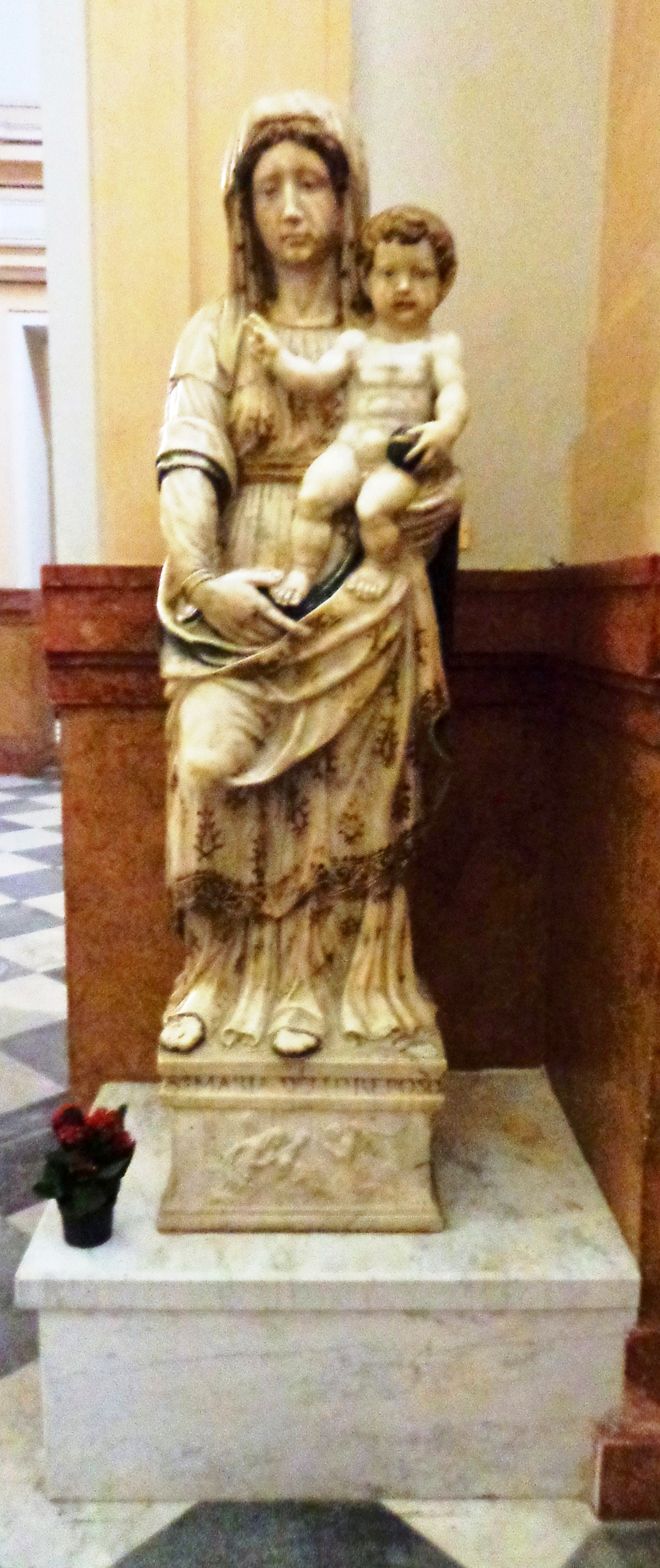
Madonna del Riposo di Scuola Gaginiana.
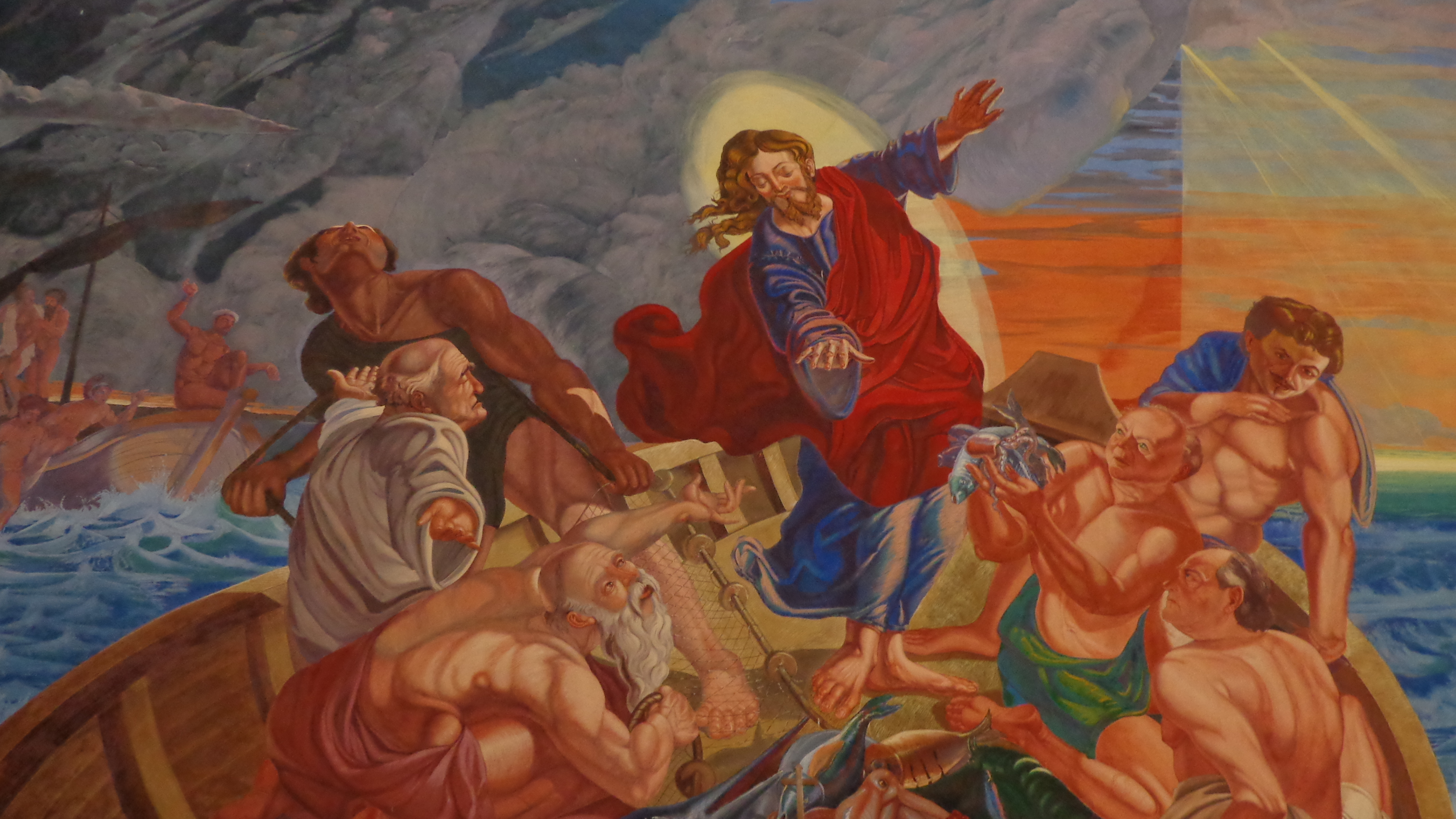
Affresco Pesca miracolosa transetto parete settentrionale.
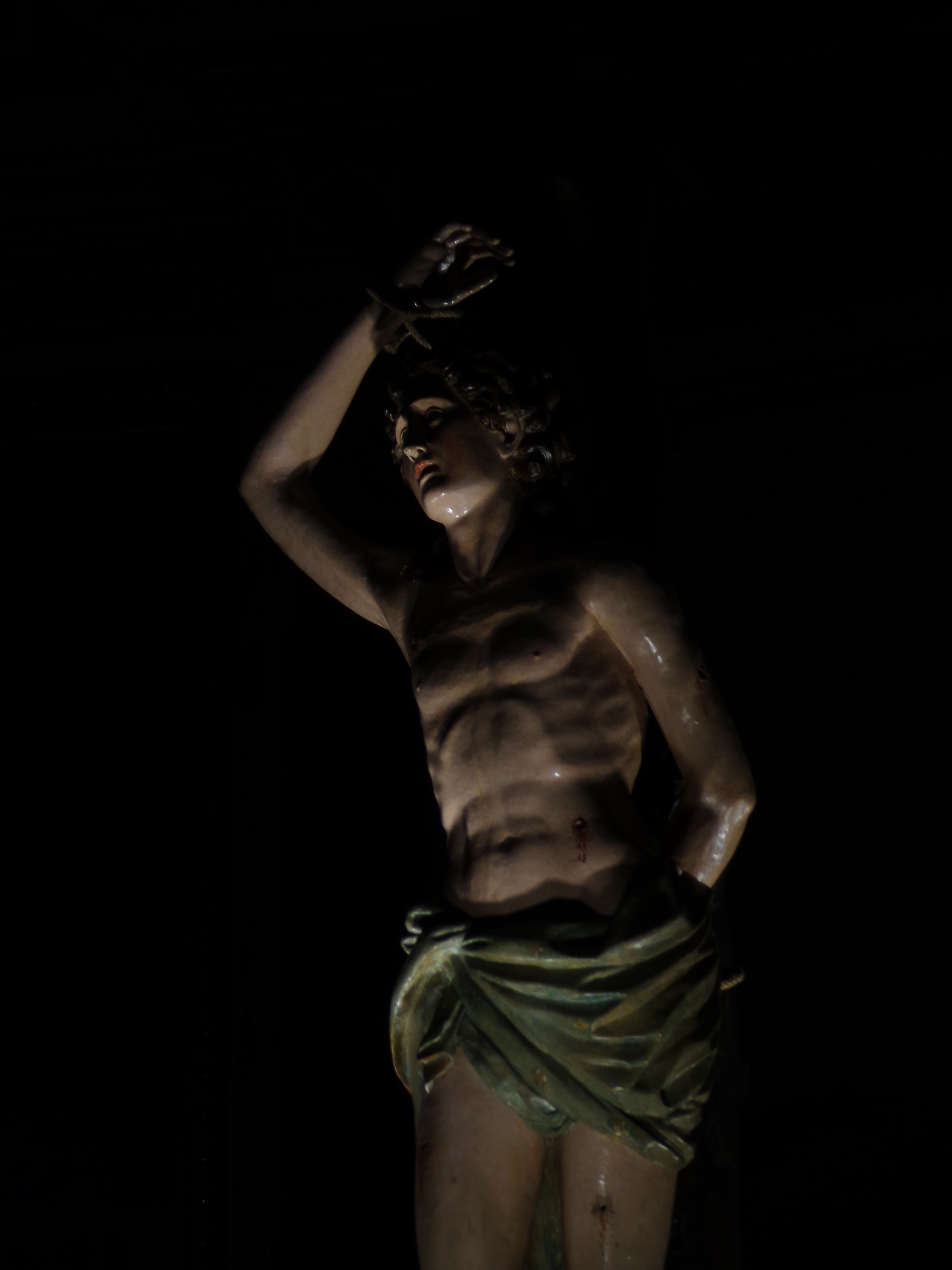
San Sebastiano, preparazione della vigilia.
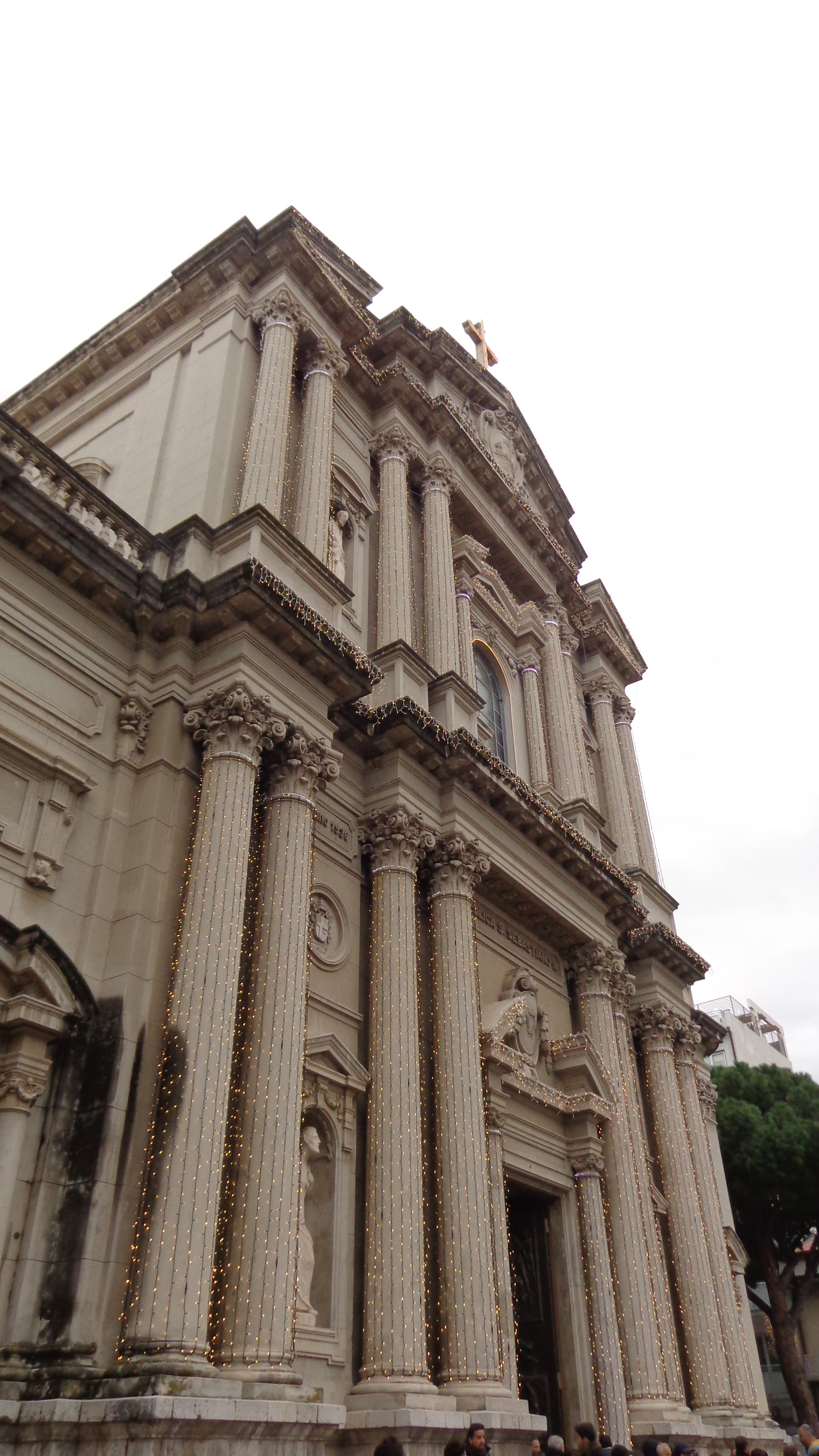
La facciata vista dalla Via Roma.

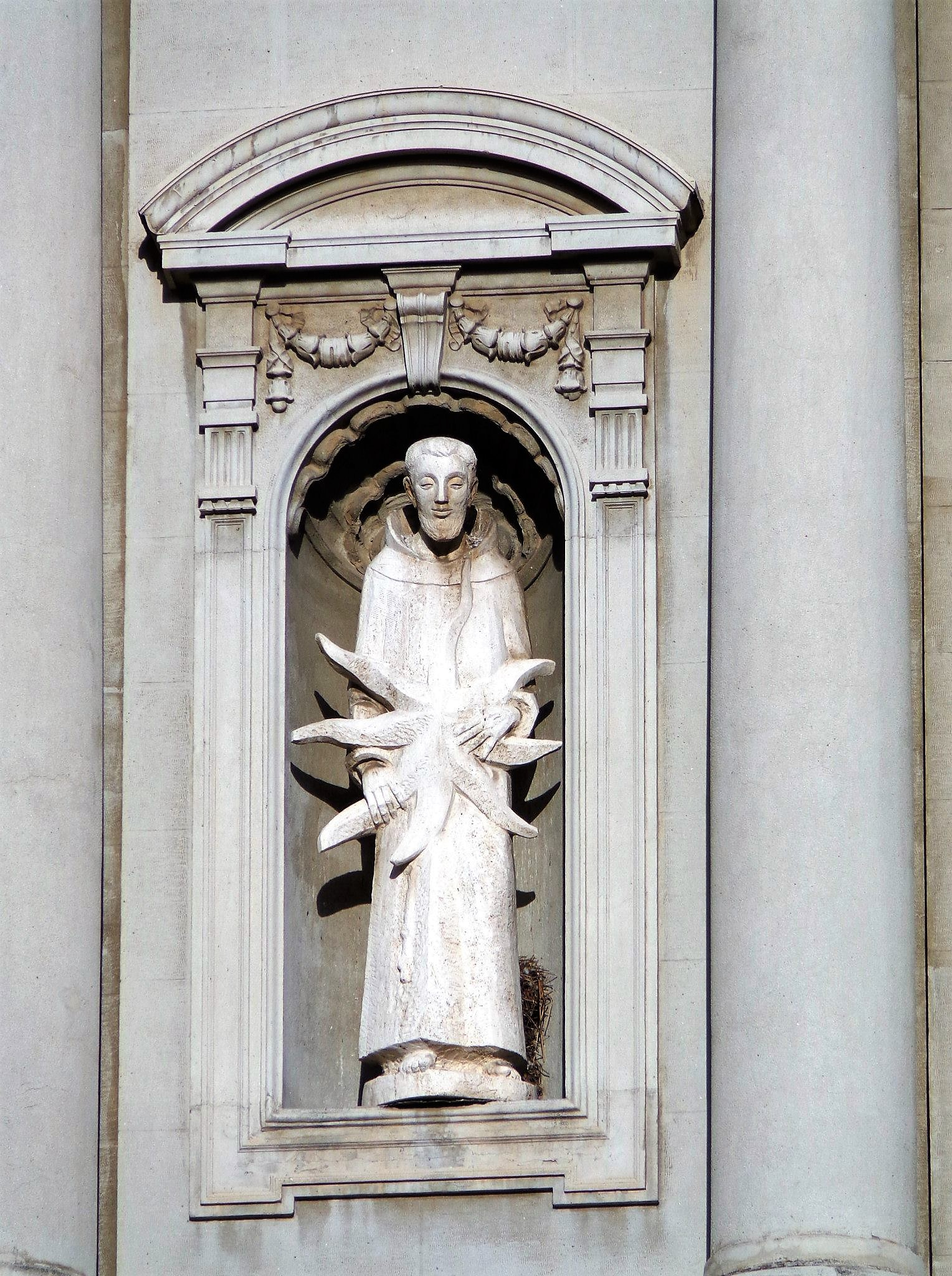
San Francesco d'Assisi
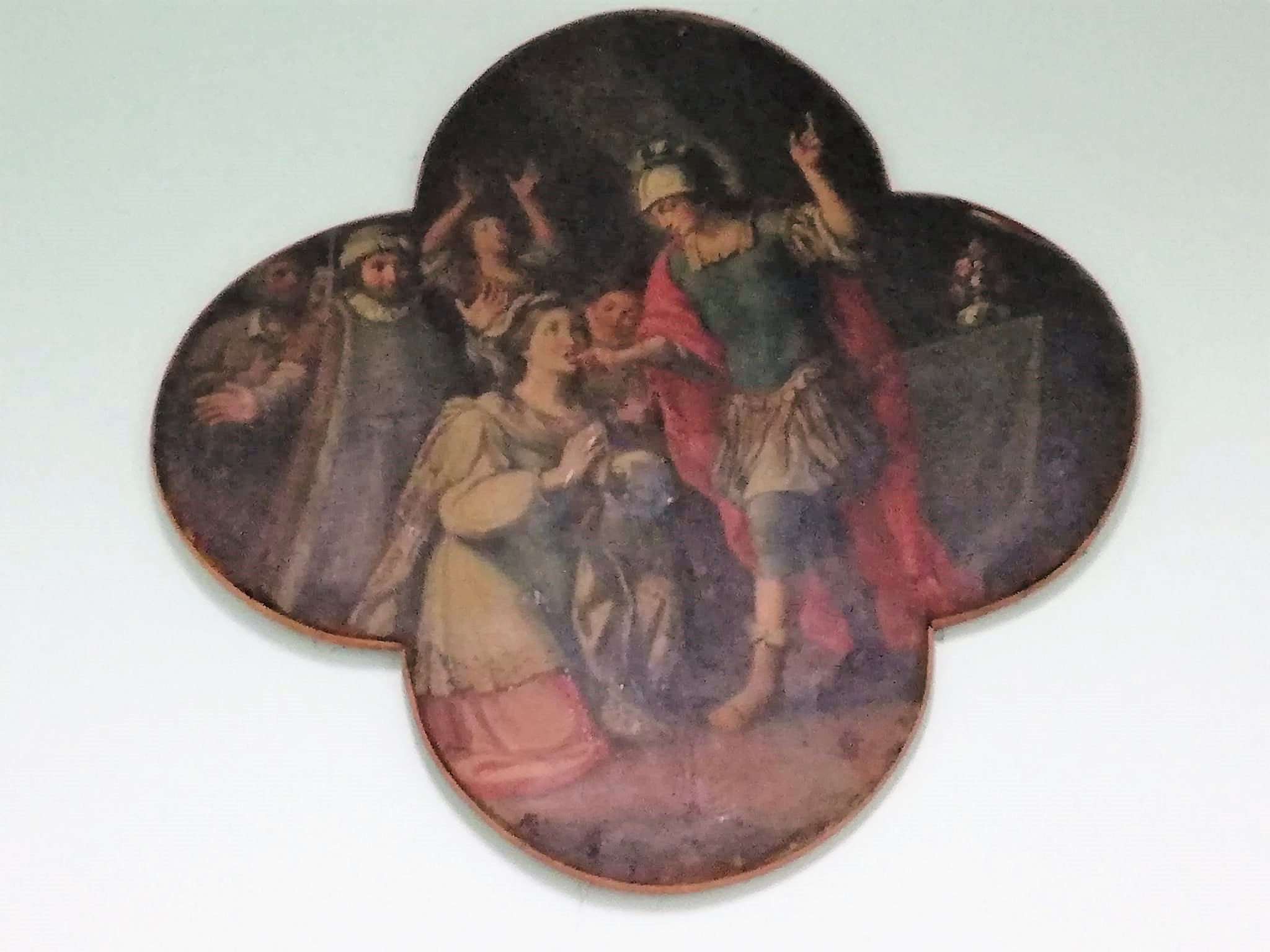
Dipinto quadrilobato
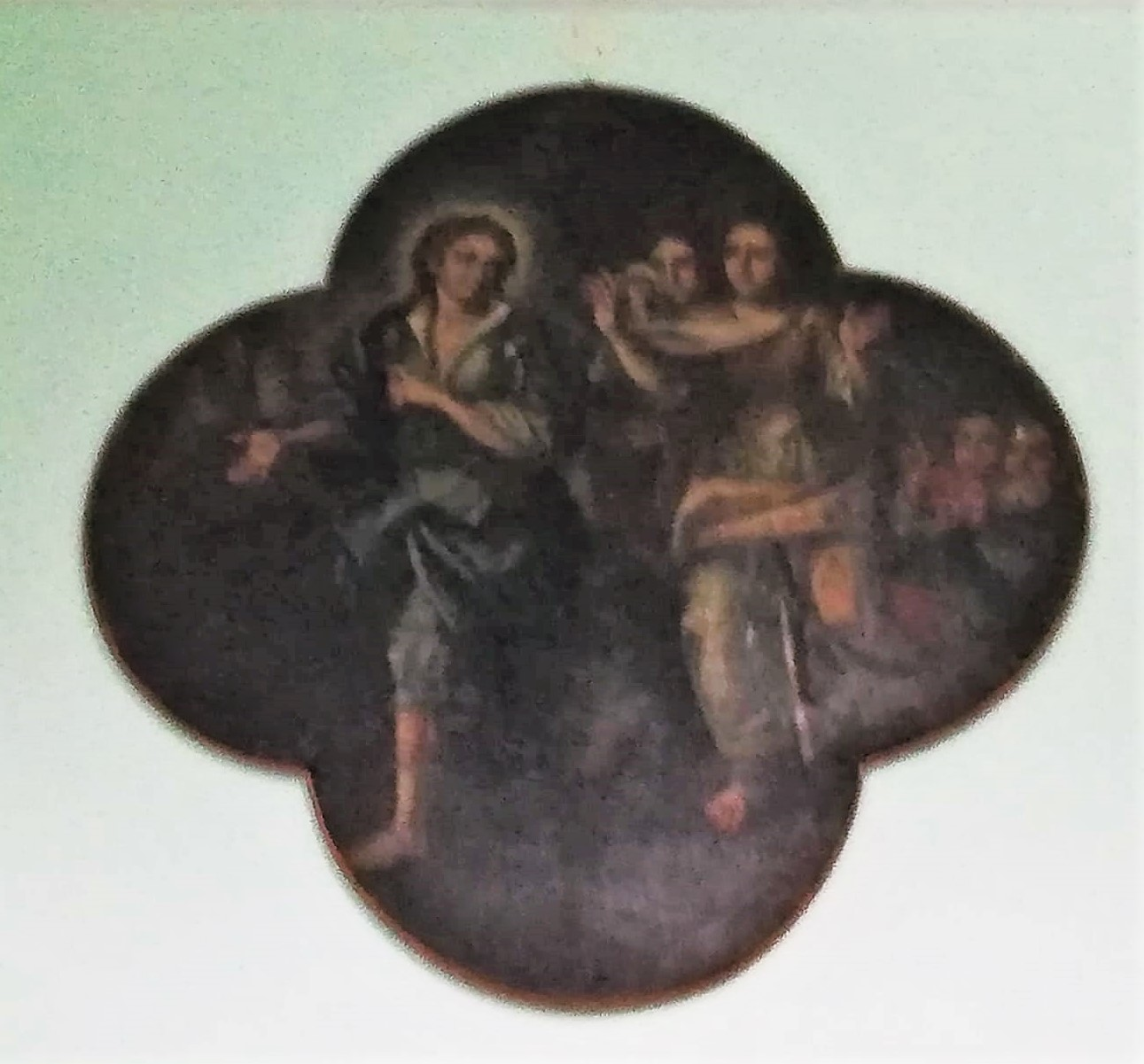
Dipinto quadrilobato
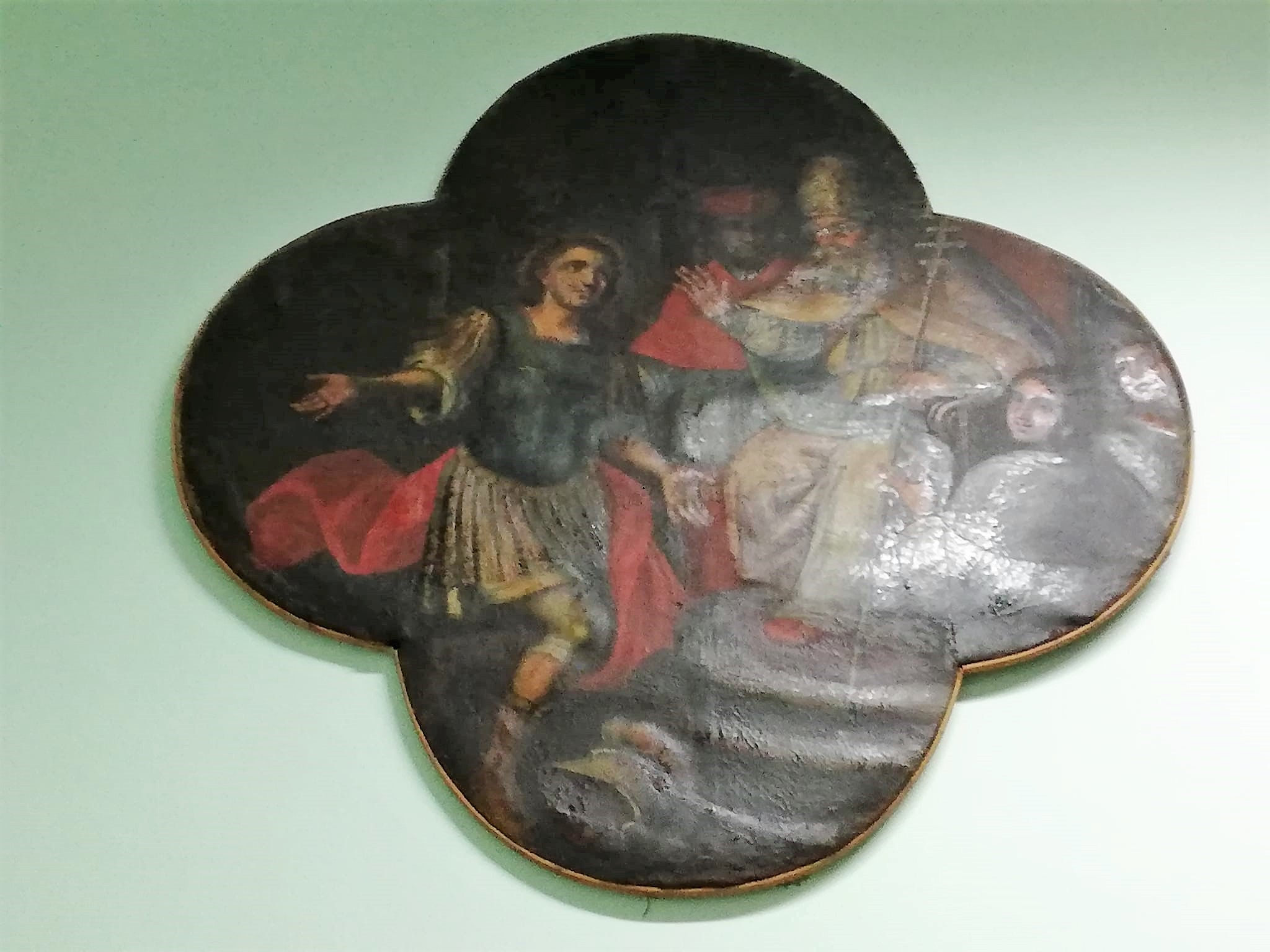
Dipinto quadrilobato
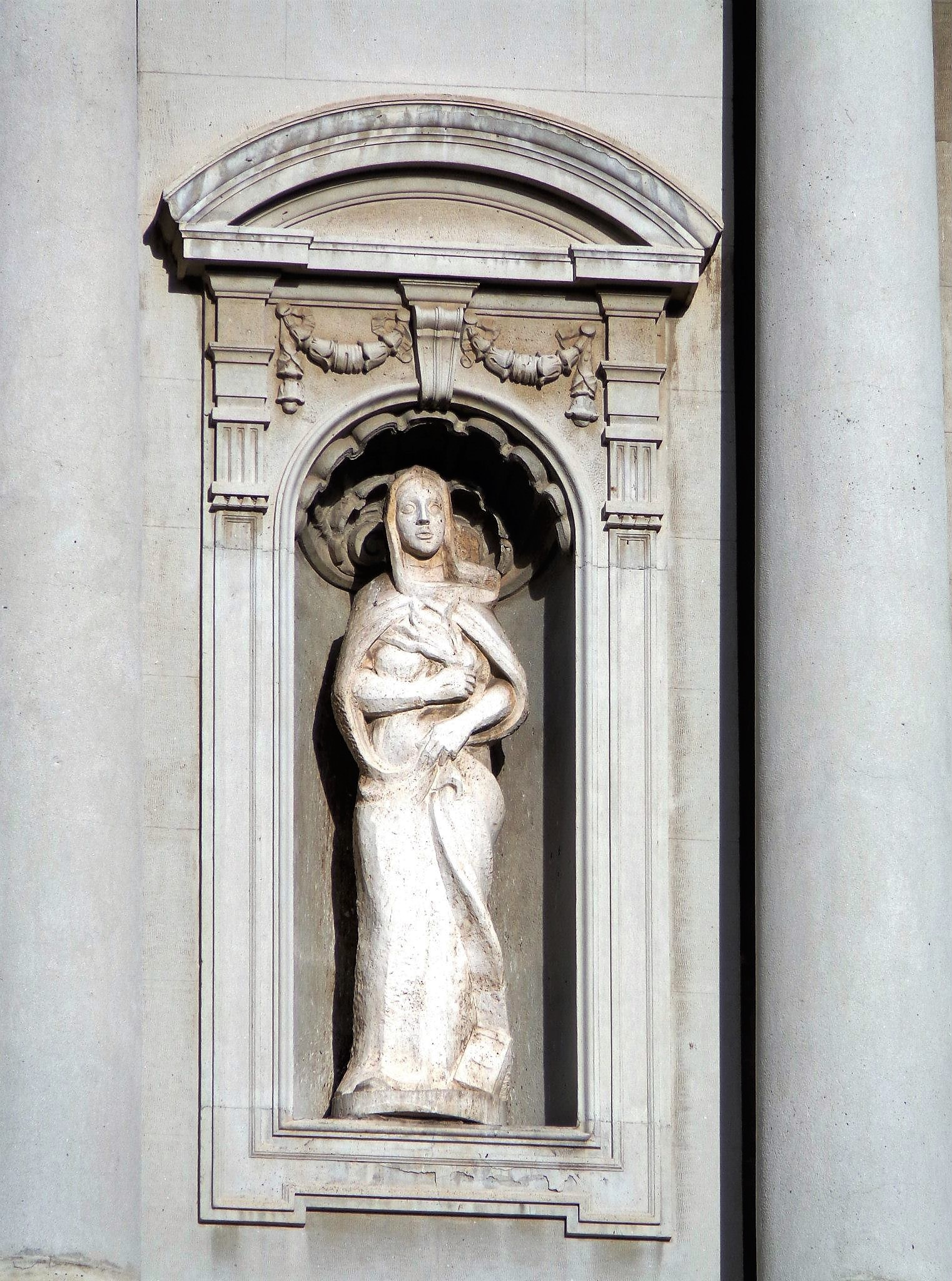
Santa Chiara

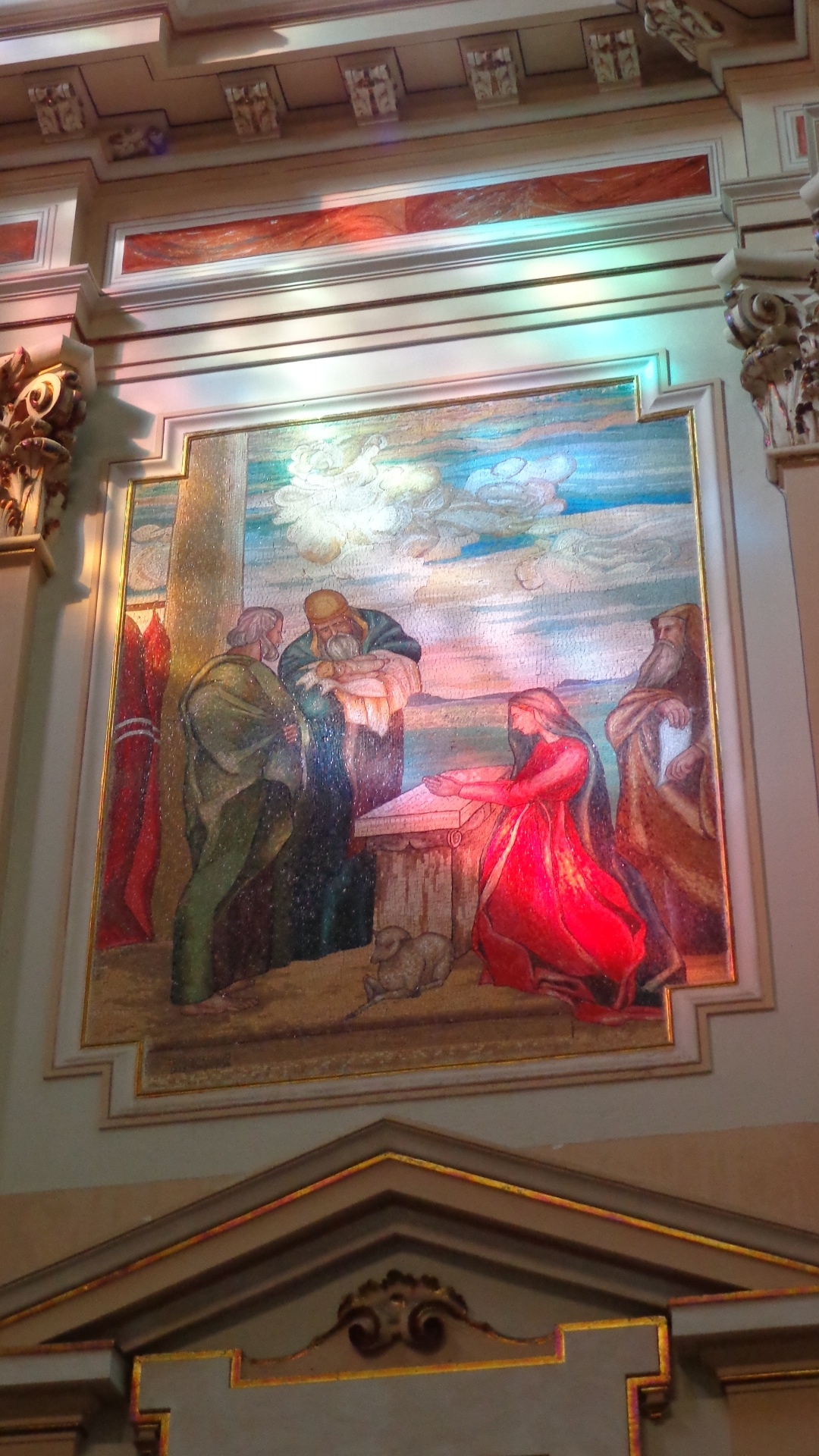
Le luci filtrano nella basilica.
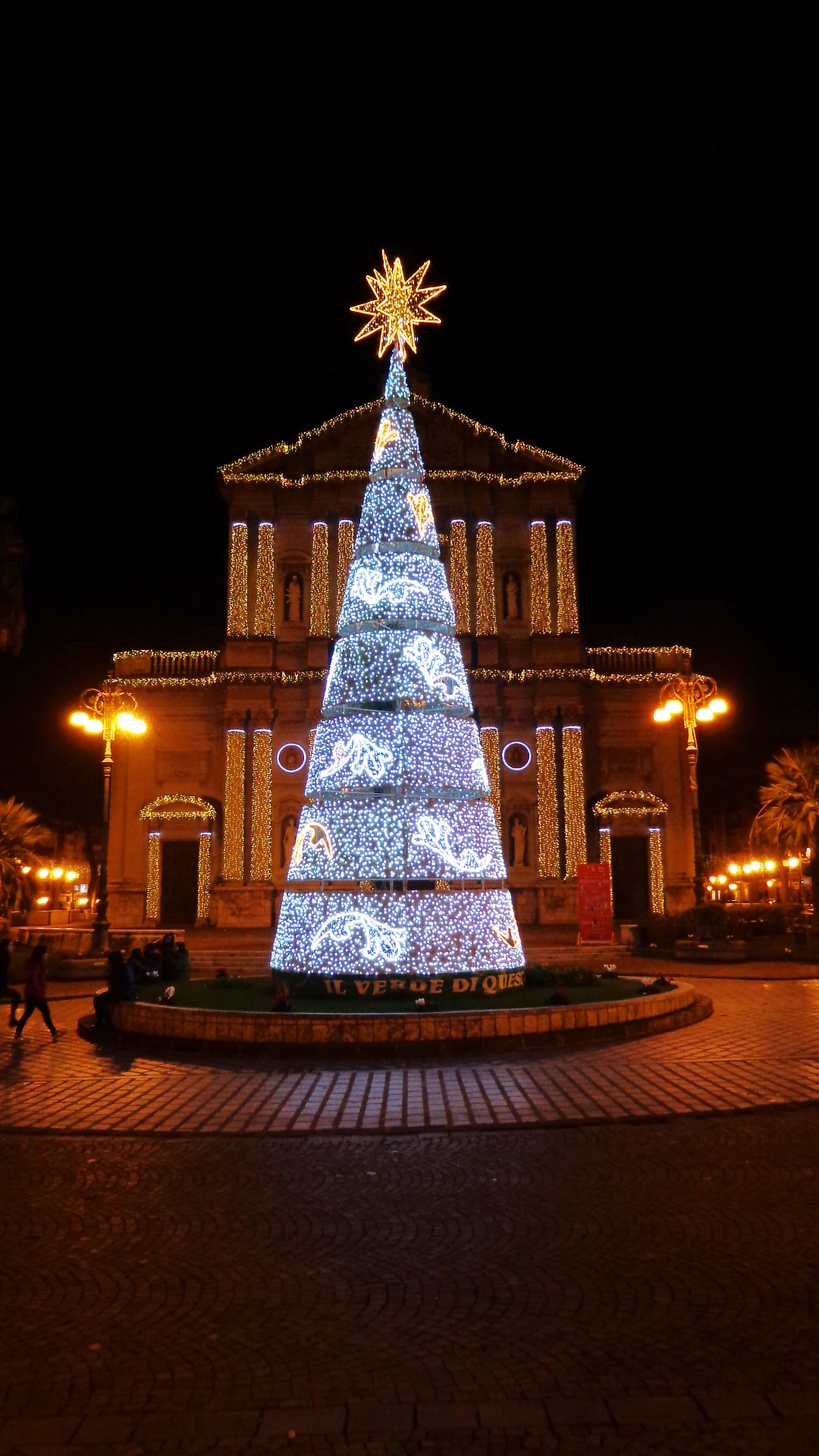
Natale 2016